# Corrida de toros

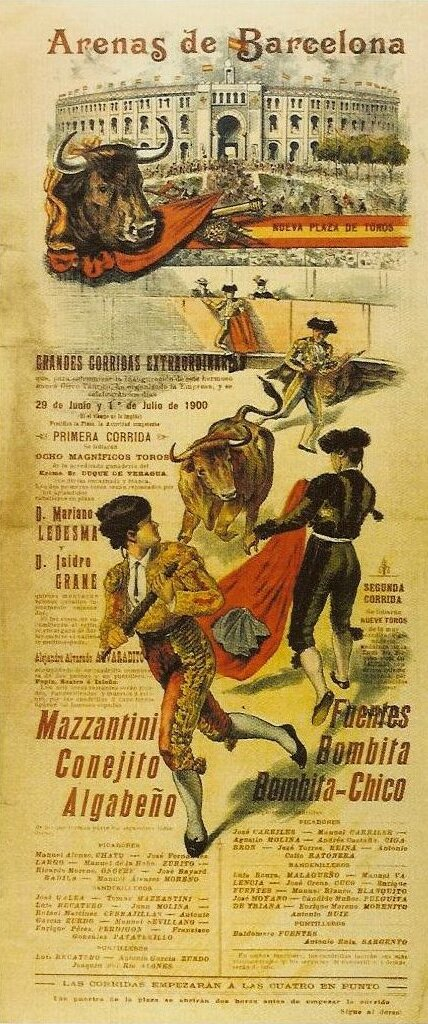
Cartel de 1900 anunciando una corrida de toros en Barcelona.

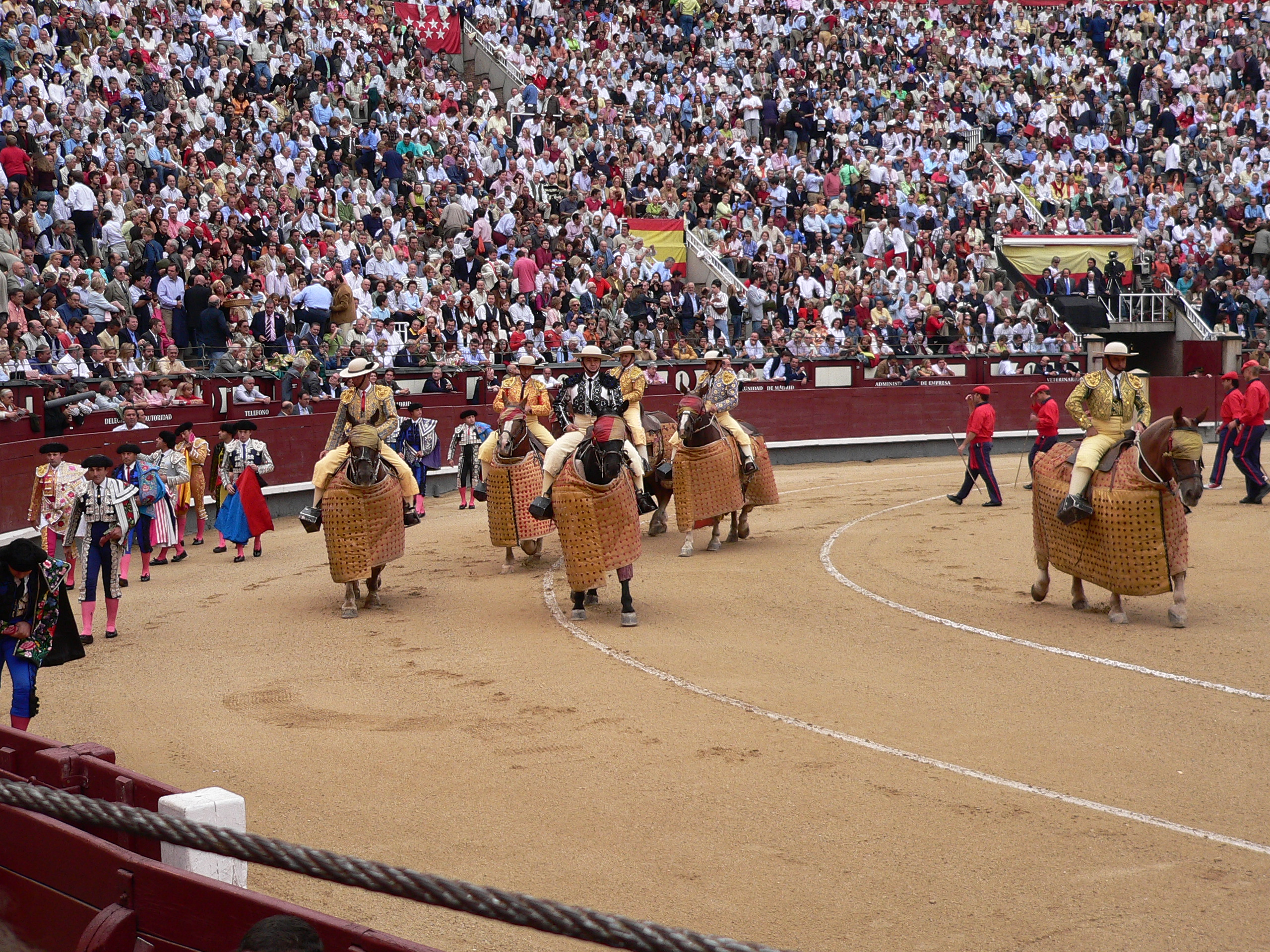
Desfile de cuadrillas o paseíllo que se celebra al inicio de cada festejo.

La corrida de toros es una fiesta en la que se corren o lidian toros bravos, a pie o a caballo (rejoneo), en un recinto cerrado para tal fin, la plaza de toros.
Los actos que la comprenden se denominan lidia y consisten en realizar por parte de los toreros —matadores de toros, banderilleros, picadores y subalternos— una serie de acciones denominadas suertes; estas acciones se desarrollan desde que el toro sale del toril hasta que se produce el arrastre. Al conjunto de suertes realizadas en la plaza se le denomina lidiar o torear, siendo el toreo el arte o habilidad de lidiar.
Se desconoce el momento y el lugar preciso en el que se empiezan a correr los toros, las referencias documentales y artísticas de las mismas datan del siglo XI en Ávila donde se corrieron toros para celebrar una boda, y del siglo XIII en Zamora donde hubo una plaza para celebrar festejos taurinos según se describe en el Fuero de Zamora. Las corridas de toros como espectáculo moderno a pie, tuvieron su origen en España a finales del siglo XVIII.
En una corrida de toros se lidian seis toros bravos o de lidia y participan en la misma los toreros junto con sus respectivas cuadrillas compuestas por banderilleros y picadores, en el caso de la lidia a pie, o por auxiliares cuando la lidia es de rejoneo. El ordenamiento jurídico de las mismas se rige por una serie de normas establecidas por ley en el Reglamento de Espectáculos Taurinos. En él se establecen, entre otras medidas, la de garantizar: la integridad de los toros, su trapío y edad, el indulto del mismo con el fin de mejorar las ganaderías; los derechos y deberes de los espectadores, las características de los útiles de torear o asegurar el nivel profesional de los toreros que intervienen en las corridas de toros, para ello todos los toreros tienen la obligación de estar inscritos en el Registro de Profesionales Taurinos gestionado por el Ministerio del Interior. La autoridad competente para garantizar el buen desarrollo y el cumplimiento del Reglamento de Espectáculos Taurinos en las corridas de toros es el presidente de la plaza, este cargo recae sobre el gobernador civil provincial o sobre el delegado del Gobierno según el caso, quien puede delegar en un funcionario de la escala superior o de la ejecutiva del Cuerpo Nacional de Policía con potestad sancionadora.
Además de en España, las corridas de toros se celebran también en Portugal, en el sur de Francia donde están toleradas; en diversos países de Hispanoamérica como México, Colombia, Ecuador, Perú, Venezuela y Costa Rica. En Uruguay las corridas de toros se celebraron hasta 1913 y en California (Estados Unidos).
El 23 de octubre de 2004 se celebró la primera corrida de toros de Asia en Shanghái, con anuncios de corridas en Chongqing y en Pekín, y más de 13 millones de chinos siguen las corridas de toros españolas por televisión.
Siguiendo la obra Los toros (El Cossío) del historiador taurino José María de Cossío, las corridas taurinas se clasifican, entre otros tipos, en corridas de toros, novilladas y becerradas según sea la categoría de los lidiadores y la edad y el trapío de la res. En las corridas de toros la res lidiada, macho, tiene entre cuatro años cumplidos hasta un máximo de seis años y es obligatorio que el torero haya tomado la alternativa como matador de toros. Respecto a las novilladas existen dos categorías: las novilladas picadas en las que los novillos tienen entre tres y cuatro años, en las cuales los novilleros deben tener un mínimo de festejos acreditados en el registro profesional taurino, y las novilladas sin picadores donde la edad del novillo se sitúa entre los dos y tres años. Respecto a las becerradas, se lidian becerros machos de menos de dos años por profesionales, aficionados o cuadrillas jóvenes que aspiran a ser toreros siempre bajo la dirección y responsabilidad de un matador de toros o de novillos con picadores. Las becerradas no se consideran por la tauromaquia como lidia de toros en sí, sino que se destinan a otro tipo de festejos. Las corridas de novillos al igual que las de toros pueden desarrollarse a pie o a caballo (rejoneo). Cuando se combinan diferentes disciplinas como el toreo a pie o de rejones, o alternan matadores de toros con novilleros en un mismo festejo, estos reciben el nombre de corridas mixtas.

## Orígenes e historia

### Precedentes históricos

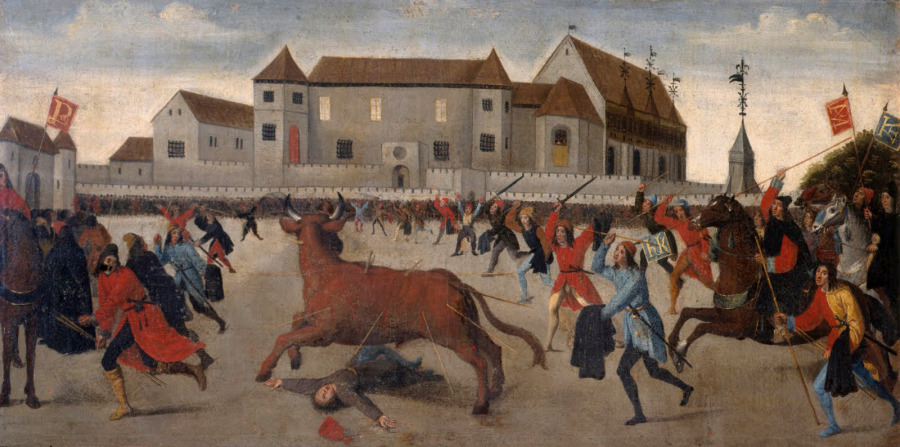
Cuadro atribuido al pintor flamenco Jacob van Laethem del séquito de Felipe el Hermoso, Castillo de la Follie, Ecaussines (Bélgica) titulado Corrida de toros en Benavente en honor de Felipe el Hermoso, realizado en 1506.

El origen de las corridas de toros es difícil de definir en cuanto a su procedencia exacta o el antecedente concreto que dio lugar a la misma, por un lado la pérdida de documentación a lo largo del tiempo ha dificultado las investigaciones llevadas a cabo por los historiadores; por otro lado la existencia de numerosos vestigios relacionados tanto con el toro, como asociados con diferentes celebraciones, rituales o festividades táuricos con el toro como protagonista a lo largo y ancho del país, han dado origen a un amplio y variado número de estudios y publicaciones que avalan cada una de las teorías existentes.
La tradición de correr toros tiene antecedentes en la cultura grecolatina, el primer mito táurico conocido en España es el del rey Gerión quien, según explica José María de Cossío: «... tuvo rebaños de toros y vacas en la península ibérica...» reses que pastaron junto al río Guadalquivir, en la Bética, donde unos siglos más tarde surgieron las primeras ganaderías y encastes de reses bravas andaluzas. Se tiene constancia de la aparición del toro en la península ibérica a través de las antiguas culturas como la de los tartessos, incluso hay algunos indicios que revelan el empleo del toro en la guerra, uno de los escasos testimonios al respecto fue encontrado en un relato de Polibio sobre las campañas bélicas del Ager Falernus llevadas a cabo por Aníbal en Falerno. El cartaginés se sirvió de mercenarios íberos acompañados por unos dos mil toros que portaban sarmientos encendidos sobre las cornamentas para abrirse camino entre las líneas enemigas. Sobre esta estrategia Diodoro manifestó que Amílcar Barca la había empleado en el desastre de Heliké —sobre 'Heliké' los historiadores discrepan sobre cual fue la ubicación de la antigua ciudad—, donde el general falleció. Siguiendo las explicaciones de José María Cossío, estos dos testimonios se asocian con el origen de algunos de los festejos celebrados todavía en España.

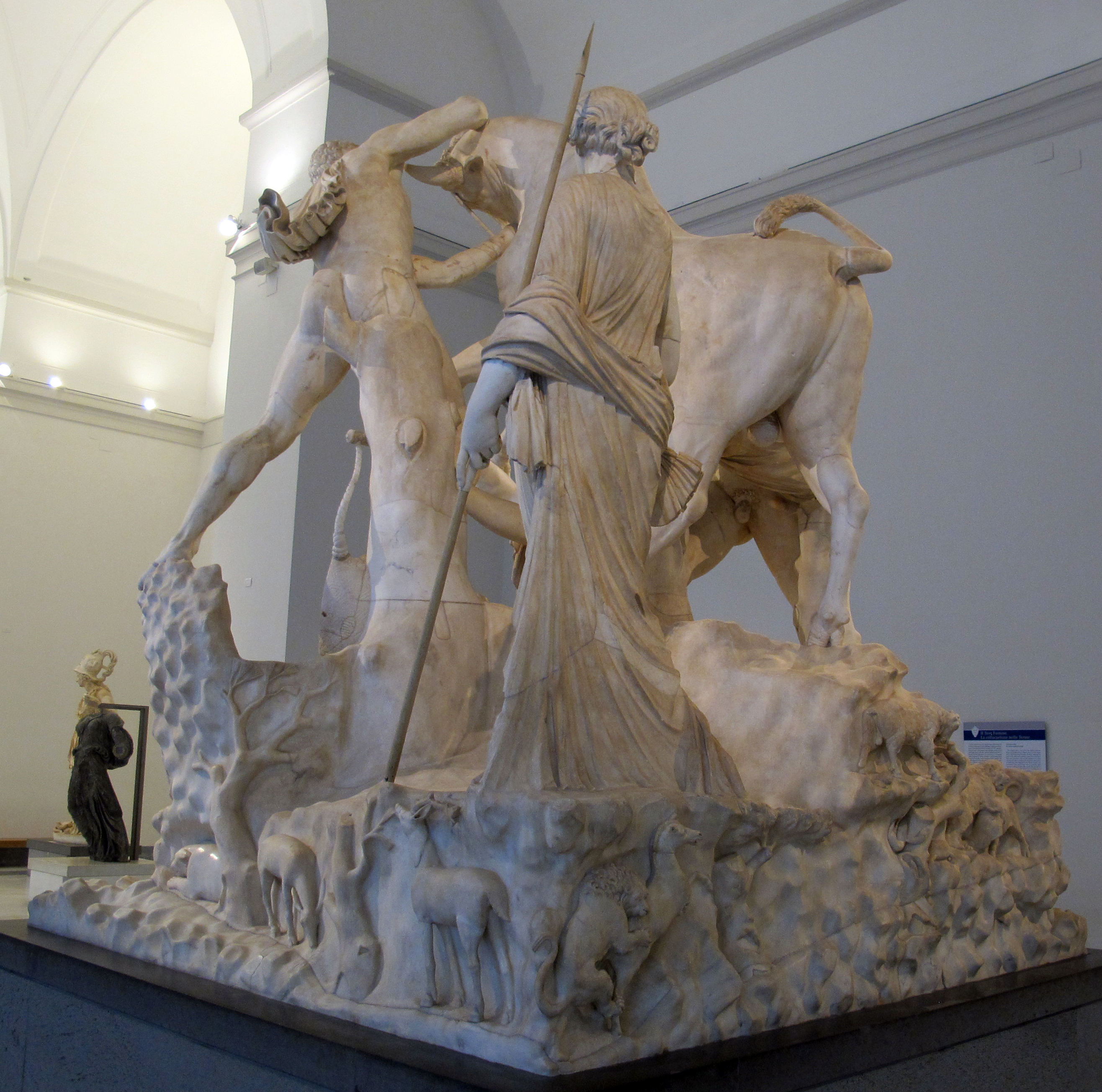
Toro farnese 190-210 a. C.

Con el proceso de romanización, se introdujeron en Hispania parte de la cultura romana heredada de la griega, como  los juegos y luchas de fieras, en las que el toro era un animal de frecuente, junto con osos, leones y seres humanos. Entre estos juegos se encontraron los saltos de toros con pértiga conocidos como contomonobolon un paralelismos con el salto de la garrocha, una forma de torear muy extendida durante el siglo XIX en España y que son un claro precedente de las corridas de toros, como se muestran en los grabados de la colección Tauromaquia de Francisco de Goya, una suerte de torear que aún puede verse en alguna corrida de toros como en la de 2014 en las Ventas en Madrid.
Luego de la invasión visigoda y en los primeros tiempos del califato omeya, hay escasos testimonios sobre el origen de los espectáculos taurinos, sin embargo José María de Cossío en Los toros, volumen I menciona la persistencia de las corridas de toros y las lidias en etapas posteriores a los visigodos, que evidencian el arraigo de las costumbres y los festejos taurinos.

### Primeras corridas de torossigloXII-XV

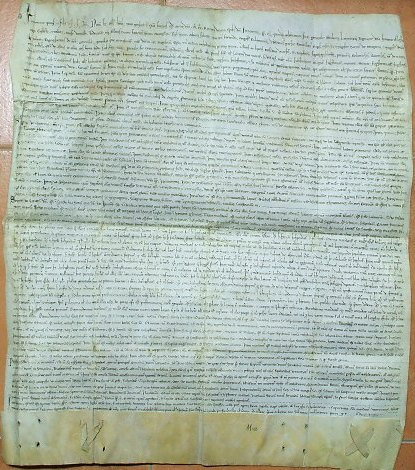
Documento de 1215 referente a los encierros de Cuéllar.

En el siglo XIII aparecieron los primeros testimonios sobre corridas de toros realizadas por caballeros alanceadores a caballo, asistidos por auxiliares o peones que intervenían en caso de peligro para realizar quites, estos peones asalariados, están considerados el antecedente de las cuadrillas de toreros que se establecieron completamente en el siglo XIX.

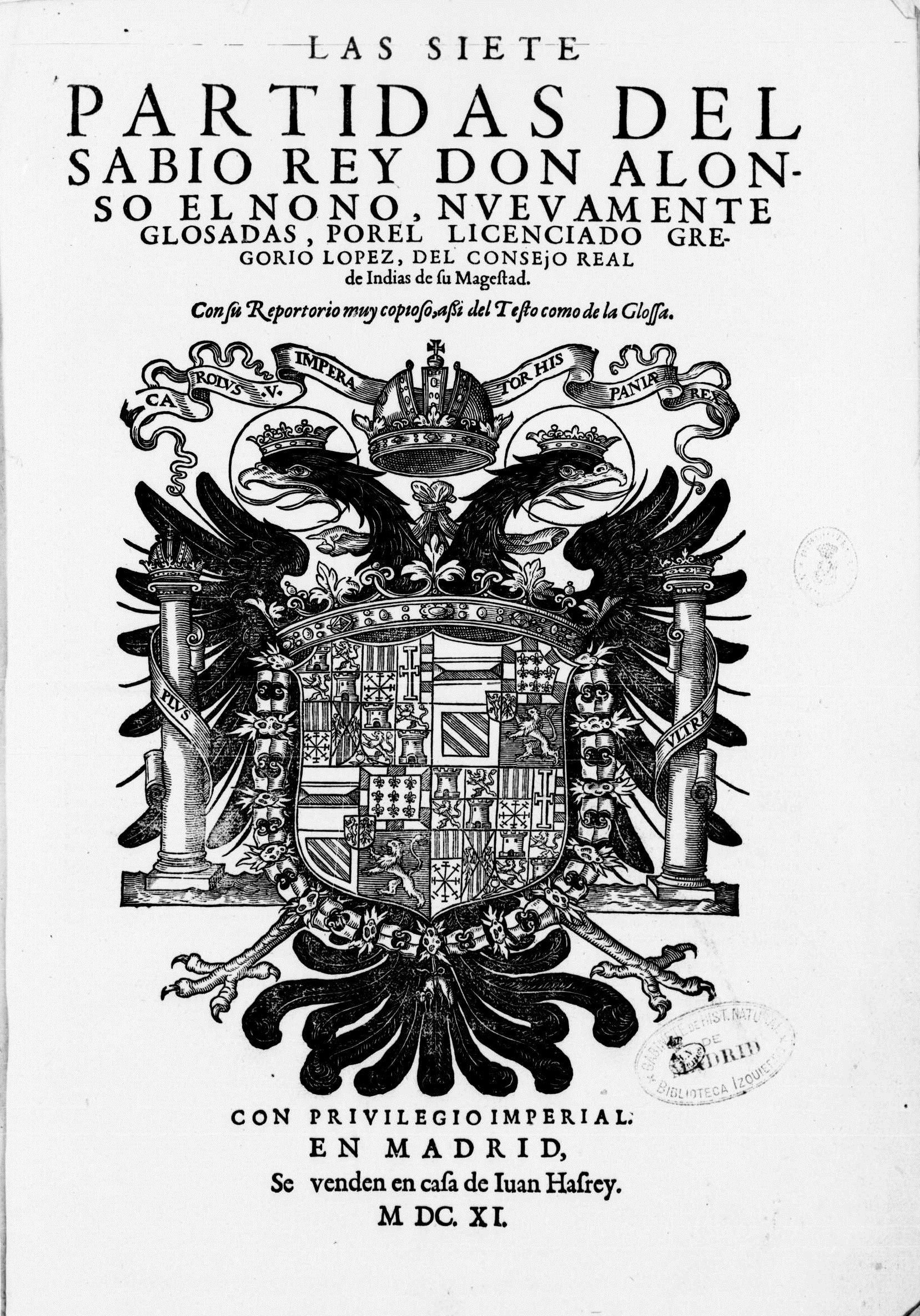
Alfonso X de Castilla – Siete partidas, 1611 – BEIC 14162805

Hay noticias documentadas sobre fiestas de toros en Cuéllar (Segovia) en el año 1215, según indica Isaías Rodrigo Criado, escritos fechados en el siglo XII indican que se corrían reses en la ciudad, el documento detalla que la costumbre de correr toros fue objeto de negociación al estar prohibida por una disposición del obispo de Segovia en la cual se decretó: «que ningún clérigo juegue a los dados ni asista a juegos de toros, y sea suspendido si lo hiciera». En el mismo siglo Alfonso X El Sabio siguiendo las pautas del IV Concilio Ecuménico de Letrán celebrado en 1215, por las cuales se regularon los desórdenes del clero respecto a la embriaguez, la caza, la asistencia a espectáculos cómico satíricos  y exhibiciones dramáticas entre ellas los espectáculos taurinos, el rey de Castilla condenó en el Código de las Siete Partidas, en la Partida I, Título V, Ley LVII: «Que los perlados non deven deyr a ver los juegos, ni jugar tablas nin dados, nin otros juegos, que los sacassen del sossegamiento…e porenden no deven yr a ver los juegos: assi como alançar, o bohordar, o lidiar los Toros, o otras bestias bravas, nin yr a ver los que lidian…» (sic.), estas prohibiciones no afectaron ni a los laicos no a los toreros que no cobraban, conocidos estos como «matatoros» o «toreadores». Siguiendo la misma línea en el reino nazarí de Granada se documentan ciertos juegos de fieras en los que es probable que participaran toros.
En la cantiga 144 "De cómo Santa María salvó en Plasencia a un hombre bueno de morir a causa de un toro que venía para matarlo" de las Cantigas de Santa María del mismo Alfonso X el Sabio, redactadas durante la segunda mitad del siglo XIII. Se narra el milagro por el que es salvado un hombre de ser muerto por un toro durante una de estas celebraciones. La corrida tuvo lugar con motivo de los esponsales de un caballero en la plaza Mayor de la ciudad de Plasencia, indicando que serían estos recintos los previstos en algunas ciudades castellanas.

### SigloXVI
En los inicios del siglo XVI todavía se practicaba en las plazas el toreo caballeresco, precedente de las corridas de rejoneo. Este tipo de toreo realizado por los caballeros alanceadores evolucionó a finales del siglo XVI cuando surgió el uso de la suerte con el garrochón o rejón, empleado sobre todo a principios del siglo XVII. Durante este periodo era frecuente que los caballeros se entrenasen en torneos, justas o en otros juegos como el de correr la tela —ejercicio que consistía en pasear una tela sobre los estribos del caballo— cuyo objetivo era ejercitar al caballo y practicar la montura «a la brida» con el fin de adquirir destreza y entrenamiento militar. El entrenamiento consistía en enseñar al caballo a saltar hacia delante sobre las patas traseras, quedando las delanteras en el aire, mediante esta posición del caballo, denominada «la lanzada», los caballeros hacían que el toro fuese tras ellos siguiendo una lanza que el caballero colocaba delante de la testuz del animal, esta forma de torear es una de las suertes más antiguas del toreo a caballo. Posteriormente La suerte de «la lanzada» dio paso a la vara larga de torear, la combinación de ambas en el siglo XX continúa formando parte del rejoneo. Sobre la suerte de lancear al toro, José María de Cossío en El toreo, volumen I, cita a Pero Ponce de León (sic), hijo del marqués de Zahara como el posible inventor de dicha suerte descrita un tiempo después en el tratado de Vargas Machuca Teórica y ejercicios de la gineta. (sic)
En pleno renacimiento, en el año 1542, el futuro rey de España Felipe II realizó su primer viaje oficial con una visita a las ciudades de Zaragoza y Barcelona donde prestó juramento como príncipe, sin embargo el viaje no obtuvo la expectación esperada hasta la llegada a Barcelona donde fue recibido y homenajeado con luminarias, danzas, máscaras y juegos de toros, una costumbre catalana para recibir a monarcas o príncipes que visitaban la ciudad.
Se escriben nuevas normas del toreo quedaron recogidas en el Tractado de la caualleria [sic] de la Gineta (sic) escrito por Fernando Chacón en 1551. En este periodo surgieron además las primeras corridas de toros en México, tradición que fue llevada desde España por Juan Gutiérrez Altamirano cuando este puebla la hacienda Atenco y lleva toros de casta navarra.

#### Las Bulas papales

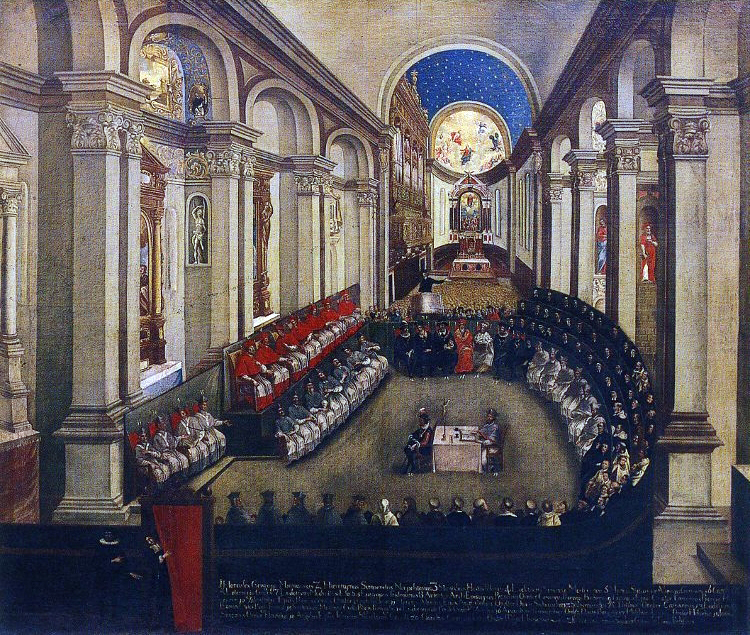
Concilio de Trento

El sínodo de Burgos de 1503 presidido por el obispo Pascual de Ampudia prohibió correr los toros por los cementerios y que los clérigos capeasen a los toros. En el de Sevilla de 1512 el arzobispo Diego de Deza en la constitución número XXII prohibió de nuevo a los clérigos ir a ver las corridas de toros bajo multa de veinte reales. El de Orense de 1539 o el de Oviedo de 1553, fueron sínodos en los que de nuevo se prohibió al clero la asistencia a las corridas de toros al considerarlas profanas sin que estos vetos surtieran efecto. En 1567 el Papa Pio V decretó en la bula «De Salutis Gregis Dominici» la prohibición a los católicos de presenciar y correr toros o fieras en público a perpetuidad y extendía a los clérigos la prohibición de dar cristiana sepultura a quienes falleciesen en dichos festejos bajo pena de excomunión. La razón esgrimida por Pío V fue que se pudiera poner en riesgo la vida solo por diversión, homologando la negativa a la de realizar duelos, prohibidos en el Concilio de Trento, además de considerar el riesgo vital, el pontífice consideraba inapropiada la celebración de corridas de toros durante el calendario litúrgico. Felipe II no llegó a promulgar la bula papal, por lo que nunca estuvo vigente entre los españoles según un memorial del monarca cuyo original se conserva en el Archivo General de Simancas dirigido al doctor Juan López Velasco consejero del monarca, que atribuye la prohibición emitida por el sumo pontífice a su ignorancia sobre las costumbres españolas en lo que se refiere a las fiestas taurinas, muy arraigadas en Castilla sobre todo, por lo que pide al rey que defienda las corridas de toros. Del memorial según recoge Gonzalo Santonja Gómez-Agero en el artículo Fiesta y regozijo (sic.). Las fiestas de toros en España y su defensa en 1570 se redactó una segunda versión que se conserva en el Museo Zabálduru de Madrid, una copia de ambas versiones del memorial puede leerse en dicho artículo de Santoja. Felipe II por tanto nunca refrendó la bula «De Salutis Gregis Dominici» de Pío V con lo que las corridas de toros nunca llegaron a estar prohibidas en España por la misma.
La disputa con Roma duró varios años, en los que las corridas de toros seguían celebrándose en España, hasta que en 1575, con el nombramiento del Papa Gregorio XIII la prohibición se relaja viéndose obligado el pontífice ante la presión de Felipe II a moderar el decreto de su antecesor en el breve «Exponis nobis super» por el cual se excluyó de la excomunión a los laicos que presenciaran el espectáculo, reservando la sanción solo a los sacerdotes y religiosos. Ocho años más tarde, en 1583, el Papa Sixto V, volvió a poner en pleno vigor la bula de Pio V  haciéndose eco de las denuncias de obispos y teólogos españoles acerca de los abusos interpretativos con los que se aplicaba la bula de Gregorio XIII. En 1596 Clemente VIII ante la presión de la Corona castellana publicó el documento «Suspects numerus» donde levantaba los anatemas y censuras sobre las corridas de toros, reservándolas de nuevo exclusivamente a los frailes de las órdenes mendicantes ante la dificultad de mantener el rigor de la prohibición por parte de los aficionados a correr los toros que subestimaron el castigo de la excomunión.
Si bien la Iglesia católica fue quien más atacó las corridas de toros y demás espectáculos taurinos por considerarlos anticristianos, la presión no dio los frutos esperados pues también el clero se sirvió de los festejos taurinos para obtener beneficios económicos, siendo ellos mismos los organizadores y promotores de muchos de los festejos extraordinarios realizados con motivo de las canonizaciones de santos y Vírgenes, o de sacralización de iglesias sin olvidar las corridas ordinarias celebradas cada año durante las fiestas patronales, algunos de estos festejos taurinos llegaron a celebrarse en los patios de los claustros y conventos como sucedió en Portugal donde fue frecuente ver a Miguel I rejonear. Similar fue el caso de Isabel I de Castilla La Católica, quien no era partidaria de ver correr los toros, sin embargo sabedora de la afición de su séquito y sus seguidores no llegó prohibirlos alegando: «Propuse con toda determinación de nunca verlos en toda mi vida; y no digo prohibirlos, porque esto no era para mí a solas», viendo el riesgo que suponía para los lidiadores enfrentarse al toro ideó un sistema para enfundar o embolar las astas de las reses, sistema que también fue adoptado por Portugal.

### SigloXVII
El siglo XVII, fue el más importante para el toreo, pues fue el momento en el que se afianzó el toreo a caballo y se hicieron más presentes las corridas de toros en fiestas y celebraciones reales en las ciudades españolas más importantes, entre las corridas celebradas destacar las de 1634 en honor del príncipe de Gales, futuro Carlos I de Inglaterra, cuyo hijo fue pretendiente de María Ana hermana de Felipe IV de España, o las celebradas en honor de Carlos II de España entre otras, sin que falten las fiestas populares locales ya con el despunte del toreo a pie. En estos festejos, que ya se realizaban en plazas cerradas, no solo participaron los nobles como caballeros alanceadores, sino también sus auxiliares que empezaban a tomar importancia como lidiadores a pie distanciándose del papel de auxiliares del caballero cuando este se veía obligado a realizar el empeño a pie.  Los lidiadores a pie empezaban a practicar las suertes de lidiar, burlar, recortar o parchear al toro, un tipo de suerte que consiste en pegarle al toro una serie de parches de tela o de pergamino de colores embadurnados con pez (brea) o goma, colocados al cuarteo o al sesgo, con técnicas similares a las usadas en las suertes que los banderilleros desarrollaron un siglo después. Algunos de estos peones auxiliares empezaban  a encargarse dar muerte al toro sustituyendo al caballero.
Con el auge de las corridas de toros surgieron nuevos tratados sobre el toreo a caballo a modo de reglas o advertencias en las que se le indicaba al caballero como debía comportarse durante la lidia. Destacan los escritos de Luis de Trexo «Advertencias y obligaciones para torear con el rejón» (sic.) (1639),  los «Exercicios de la Gineta (1643) de Gregorio de Tapia y Salcedo, las Reglas para torear» (sic.) (1652) de Juan Gaspar Enríquez de Cabrera, el Discurso de la caballería del torear (1653) de Pedro Mesa de la Cerda, el escrito por Alonso Gallo Gutiérrez en (1653) las «Advertencias para torear» o el más conocido de todos el Tratado de la brida y jineta y de las cavallerías que en entrambas sillas se hacen y enseñan a los cavallos y de las formas de torear a pie y a caballo» (sic.) — conocido como Tratado de la brida y jineta— escrito por Diego Ramírez de Haro. En estos tratados además se fijan algunas reglas que afectan también al público, a quien se le impulsa a asumir unas normas de comportamiento, con ellas el público empezó a evaluar la actuaciones de los toreros en las corridas de toros.

### SigloXVIII

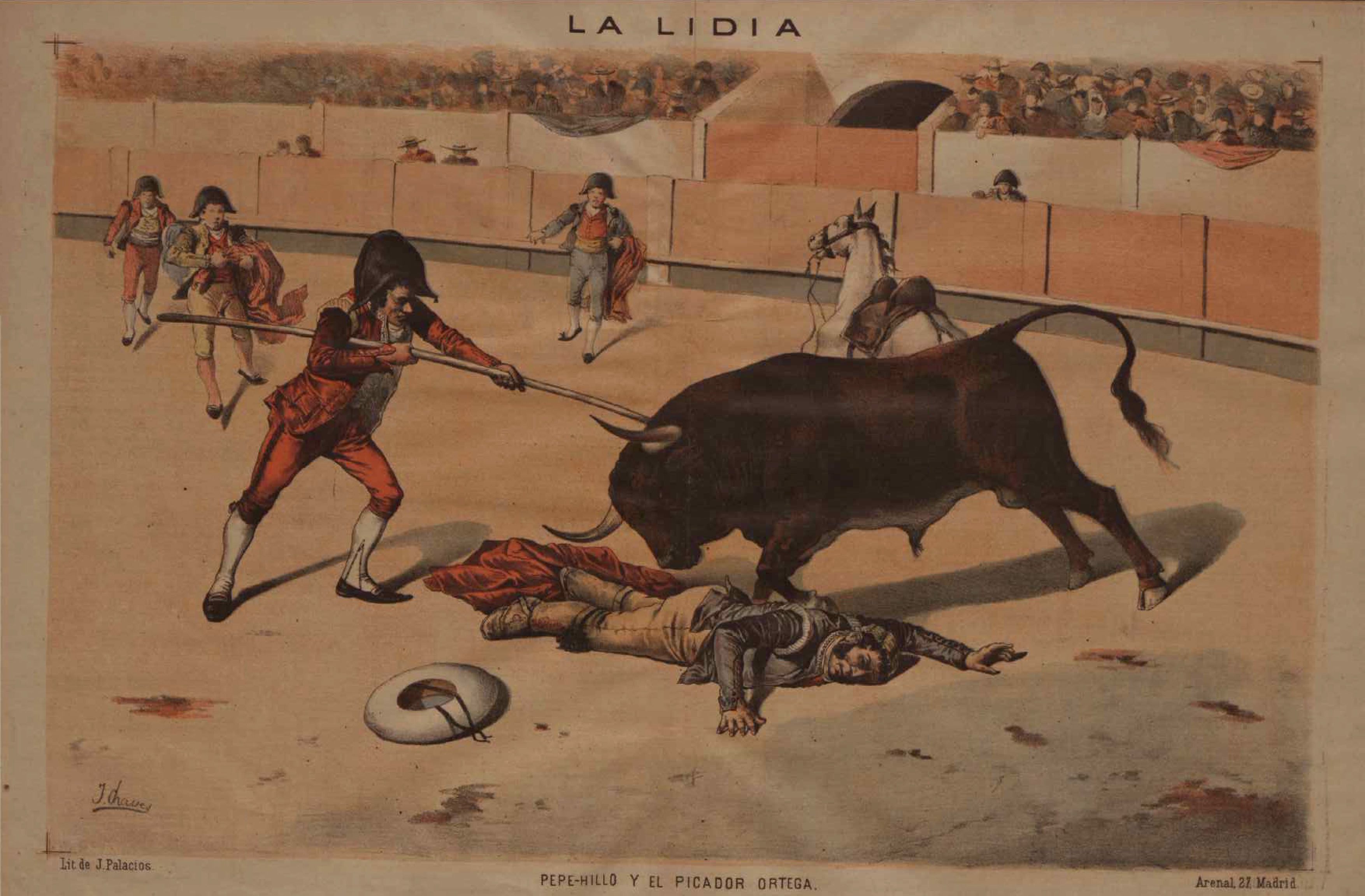
Pepe-hillo y el picador ortega

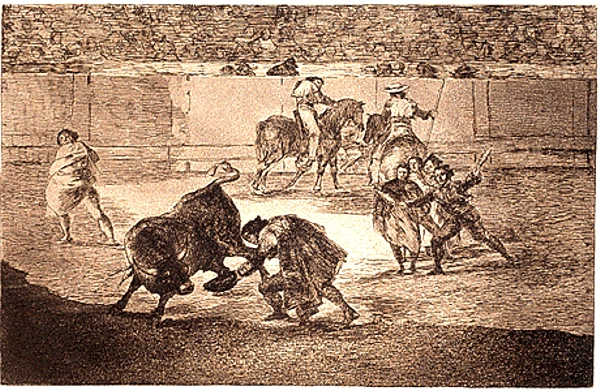
Pepe-Hillo, toreo del, grabado de Francisco Goya.

Si en el siglo XVI el toreo lo desarrollaron los caballeros alanceadores medievales, el siglo XVII fue el auge del rejoneo y el siglo XVIII el pueblo tras el abandono de la nobleza, hizo suyas las corridas de toros. A partir de este momento las corridas de toros apuntaban hacia una serie de novedades en su práctica que determinaron la estructura de las corridas de toros modernas, una de las novedades fue la figura del varilarguero. El toreo a pie sustituye al de a caballo definitivamente y el protagonismo se traslada desde el caballero hacia el torero; la aristocracia abandona su participación en las corridas de toros para dejar paso a las costumbres del pueblo; en este periodo se afianzan los toreros profesionales. Se tiene constancia de las ganaderías bravas como tales, aunque sus inicios datan al menos de los dos siglos anteriores como es el caso de la del Raso del Portillo, la vacada de Felipe IV o la de Blas Jijón entre otras. Se comienzan a seleccionar los toros para la lidia, ante el creciente prestigio de algunas ganaderías surgen las preferencias para presentar corridas de toros de determinadas reses o castas, también se diferencian las preferencias de toreros sobre un determinado temperamento o características del toro de lidia al tiempo que se empiezan a rechazar los que no reúnen las condiciones para ser lidiados, un ejemplo de ello sería la reacción contraria a lidiar reses de la ganadería Piñeiro (Salamanca) dada la peligrosidad que sus reses mostraron en Valladolid en 1768, o las procedentes de casta navarra. A consecuencia de estas preferencias, las divisas que diferenciaban a las ganaderías empezaron a ser privativas de cada una de ellas, así como unas marcas en la res que distinguía aquellas ganaderías con más de cien vacas de vientre. Durante el XVIII se construyen las primeras plazas de toros fijas como edificios permanentes destinadas a celebrar festejos taurinos. Se escribieron las primeras tauromaquias, que fijan la técnica y las normas del toreo, y van definiendo el orden de la lidia moderna, ejemplo de estas obras son las de José Daza, Pepe-Hillo o Francisco Montes Paquiro.
Entre 1704 y 1725 Felipe V veta la celebración de corridas de toros en Madrid e impuso el estilo de montar «a la brida» para sustituir el estilo «a la jineta» la forma de montar más característica de los caballeros españoles desde el siglo XVII, esta decisión dificultó seriamente la práctica del toreo a caballo ya que esta modalidad de monta limitó el movimiento para lidiar del rejoneador. Las medidas impuestas por el monarca a sus cortesanos acarrearon que los toreros que les auxiliaban, al no contar con los medios necesarios para seguir con la fiesta, empezaran a torear por su cuenta en las ciudades más importantes hasta convertirse en los nuevos protagonistas de las corridas de toros. A pesar de no ser aficionado taurino el monarca en ningún momento llegó a firmar ninguna prohibición, concediendo sin embargo permisos para realizar corridas de toros en la Maestranza de Sevilla o incluso llegó a otorgar pensiones vitalicias a varios varilargueros como por ejemplo a Joaquín Rodríguez, padre del torero Costillares,  tras unas corridas en honor del monarca en 1734.
En 1754 hasta 1759 con Fernando VI impuso nuevos vetos a las corridas de toros a excepción de la celebración de festejos benéficos que no fueron prohibidos. En 1768 a iniciativa del conde de Aranda en el Consejo de Castilla surge una nueva propuesta de veto basada en el perjuicio económico que generaba el sacrificio de las reses para el país; Francisco de Mata Linares, también consejero, se opuso a dicho veto alegando que el empleo de toros al año aportaba un importante beneficio económico sobre todo en las zonas de Salamanca y Ciudad Rodrigo donde se producía un importante número de cabezas bravas aparte de las de tiro, beneficiando por tanto a ganaderos y a agricultores, afirmando que la crianza de toros para la lidia eran importante para la economía. El intento quedó parado.
Con Carlos III, preocupado por la opinión de los extranjeros sobre las corridas de toros, se dictó un decreto en 1785 para prohibir las corridas de toros, este no fue aceptado por la sociedad que continuó con las celebraciones en las zonas rurales de Sevilla.

#### El varilarguero y el picador

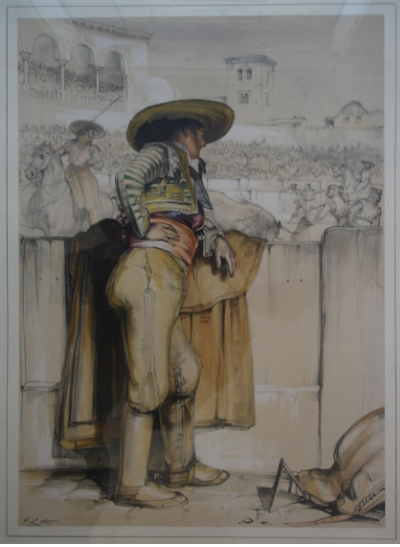
El picador en la Maestranza, Sevilla

El varilarguero surgió en el siglo XVII como una figura de transición entre los rejoneadores medievales y los toreros de a pie. Tras el abandono de las plazas de toros por parte de los nobles, los varilargueros ocuparon la posición de estos en las corridas de toros, al tiempo que gozaban de una mayor importancia sobre el torero de a pie; este hecho les permitió adquirir el papel de directores de la lidia. Este papel tuvo gran importancia ya que causó las rivalidades que hicieron evolucionar el concepto de las corridas de toros y de la lidia que cristalizaron en siglo XIX. El varilarguero no seguía las reglas establecidas para el rejoneo, pues en lugar de emplear la lanza empleaban la vara larga o garrocha, cambió el estribo de la monta a la jineta, por un estribo más largo tal y como había definido Felipe V en 1704. El varilarguero duró un siglo hasta que apareció el picador, estas dos figuras no eran la misma, ni una deriva de la otra. Las diferencias entre ambos estriba por un lado en la propiedad de los caballos, los picadores no emplearon caballos de su propiedad hasta bastante tiempo después, mientras que el varilarguero sí era el propietario de la cuadra; tuvieron funciones distintas, por un lado el varilarguero realizaba suertes al encuentro, mientras que las suertes realizadas por el picador se basaban en el cite al toro. Según José Daza en su obra de 1778 Detalles de: Precisos manejos y progresos condonados en dos tomos del más forzoso peculiar del arte de la agricultura que lo es del toreo privativo de los españoles... el cambio del varilarguero al picador derivó del alargamiento en la duración de las corridas de toros consecuencia del auge de la lidia a pie, sin embargo este no se produjo definitivamente hasta el siglo XIX.

#### Toreros profesionales

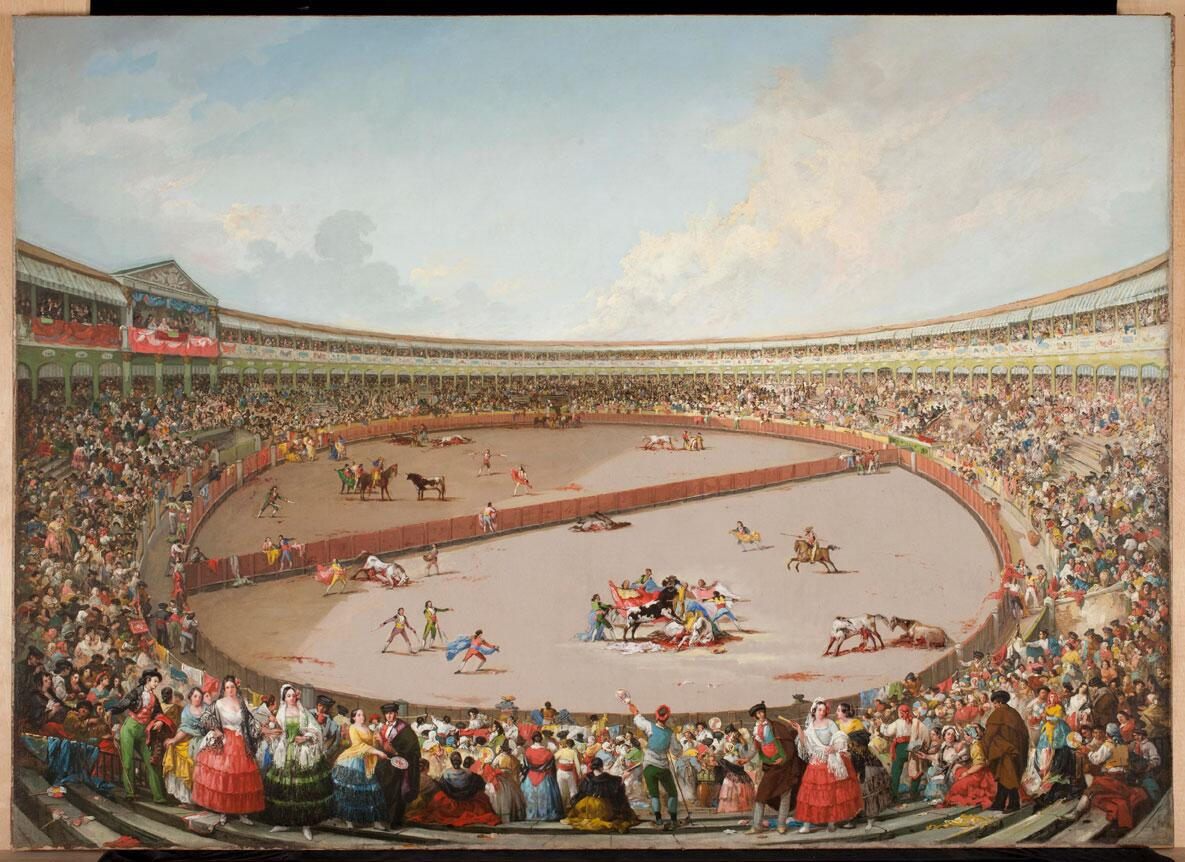
La plaza de toros de la Puerta de Alcalá en 1853, que con el título de La Plaza partida pintó Eugenio Lucas. Museo Nacional de Bellas Artes de Cuba.

A lo largo del siglo XVIII  se van estableciendo todos los elementos de las corridas de toros modernas. Se impone en este periodo el gusto por las corridas de toros de toreo a pie, se definen las figuras de los matadores de toros, banderilleros y picadores profesionales. Estos auxiliares empezaron a destacar por la destreza en el ruedo, razón por la cual fueron apadrinados por los rejoneadores, más tarde los fueron sustituyendo en la lidia. Es difícil definir cual de todos los nuevos matadores de toros fue el primero en surgir, pues es un hecho que se da en diferentes regiones y en un periodo de tiempo amplio, según Natalio Rivas podrían ser los hermanos Pedro, Félix y Juan Palomo o Juan Esteller el valenciano, quien inauguró la plaza de toros de la Puerta de Alcalá el 30 de mayo de 1754 junto al Pamplonés y Antón Martínez. En esta época surgen un amplio número de nuevos toreros, el más destacado fue el rondeño Francisco Romero considerado el padre del toreo moderno, el primero de la saga de toreros de los Romero. El torero había formado parte en las últimas corridas caballerescas de la época, se le atribuye la invención del estoque y el perfeccionamiento de la muleta, si bien es difícil atribuir a un solo torero su invención y su uso, fue si se sabe que Romero fue  quien fijó las características de defensa ante el toro, para ello empleó la muleta.

#### Nuevo concepto de Corrida de toros
En Andalucía prevalecía la tradición de torear a caballo, y sobre esta idea se organizaban las corridas de toros, practicado y fomentado por las Reales Maestranzas de Caballería; mientras que en el resto de la península y área pirenaica se prefería otro estilo de correr los toros con Navarra a la cabeza por ser la que organizaba las corridas de toros en toda la península y en la Corte. Destacan las corridas de toros organizadas en Pamplona, y las de Bayona por tener entonces unos matices diferentes en cuanto a su desarrollo en los recortes, quiebros y el toreo con capa. Sin embargo es en Sevilla donde surgieron las bases de la organización de la lidia que dio estructuró las corridas de toros modernas tal y como han llegado al siglo XXI. Todos estos nuevos preceptos sobre las corridas de toros y las suertes fueron recogidos en la Cartilla, una obra anónima que permite el estudio de las mismas en el siglo XVIII, reproducido por Eugenio García Baragaña en 1750 en la obra titulada Noche phantastica ... que demuestra el methodo de torear a pie.

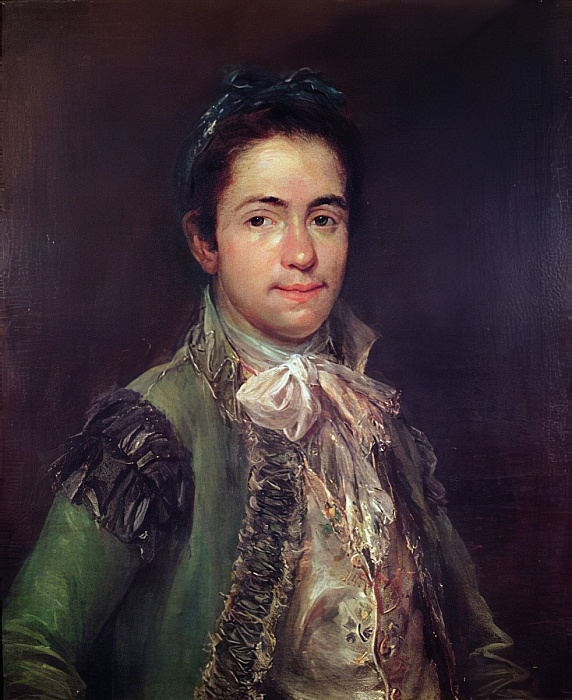
Costillares

A finales del siglo, Juan Romero, hijo del torero Francisco Romero, impone el nuevo concepto de cuadrillas que posteriormente perfecciona Joaquín Rodríguez Costillares y fija el torero Francisco Montes Paquiro en el siglo XIX. Hasta ese momento los toreros se limitaban a reunirse de forma ocasional y en igualdad de rango o categoría. Juan Romero es el primer estoqueador que formalizó un contrato firmado figurando como director de una cuadrilla organizada para actuar en una corrida de toros celebrada en Madrid. Estas cuadrillas contaban con las figuras del chulo o peón auxiliar en el ruedo, picadores y peones que colocaban rehiletes —antigua banderilla— y los varilargueros, todos ellos a las órdenes del matador de toros.
Afianzado el estilo del toreo y la organización de la lidia, las corridas de toros inician la reforma técnica que le dará su forma definitiva, aparecen las suertes de torear de la mano del torero Joaquín Rodríguez Costillares, quien perfeccionó el lance de capa a la verónica y la suerte de matar a volapié, fundamental para poder dar muerte al toro que no acudía al cite del torero, una novedad en la suerte pues es el propio torero él que acude hacia el toro. El volapié fue mejorado más tarde por José Delgado Pepe-Hillo quien aportó además el capeo de frente y por detrás, mejoras que describió con detalle en la obra Tauromaquia —dicha obra fue dictada por el torero—, junto con la forma de torear y las bases de las suertes de capa y muleta; aportó también la forma de realizar dichas suertes según el tipo de astado lidiado. Junto a estas suertes surgieron las suertes de banderillas.
Por último con las diferentes mejoras e innovaciones introducidas tanto en los conceptos de la lidia, en el orden de la misma como en la profesionalización de los toreros, una vez decantado el estilo de la lidia en favor de la idea andaluza en el que se fundieron los dos tipos de toreo indicados, el pirenaico y el andaluz, el estilo de las celebraciones de los festejos tomó la forma definitiva unificándose en toda la península bajo una forma única de celebrar las corridas de toros.

### SigloXIX

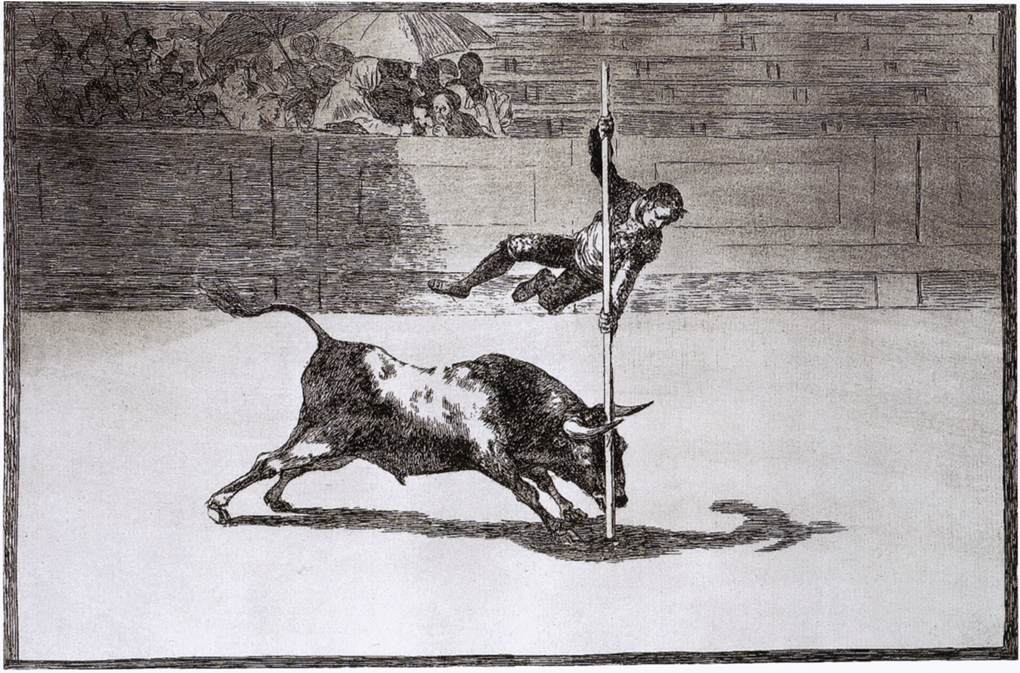
El riojano Juanito Apiñani R., retratado por Goya en la serie La Tauromaquia, saltando con garrocha por encima del toro en la antigua plaza de Madrid.

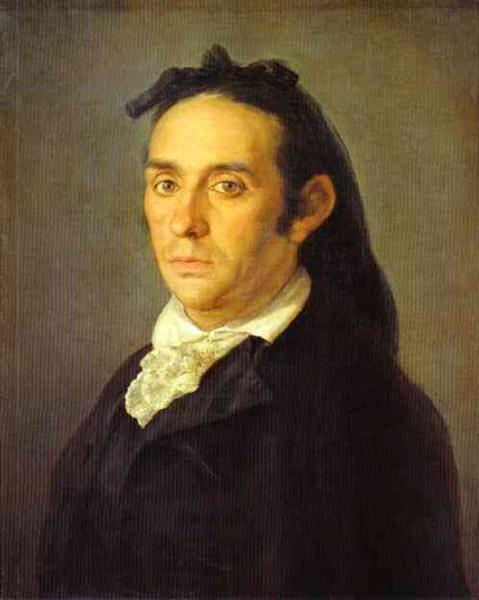
Retrato del torero Pedro Romero de Francisco de Goya

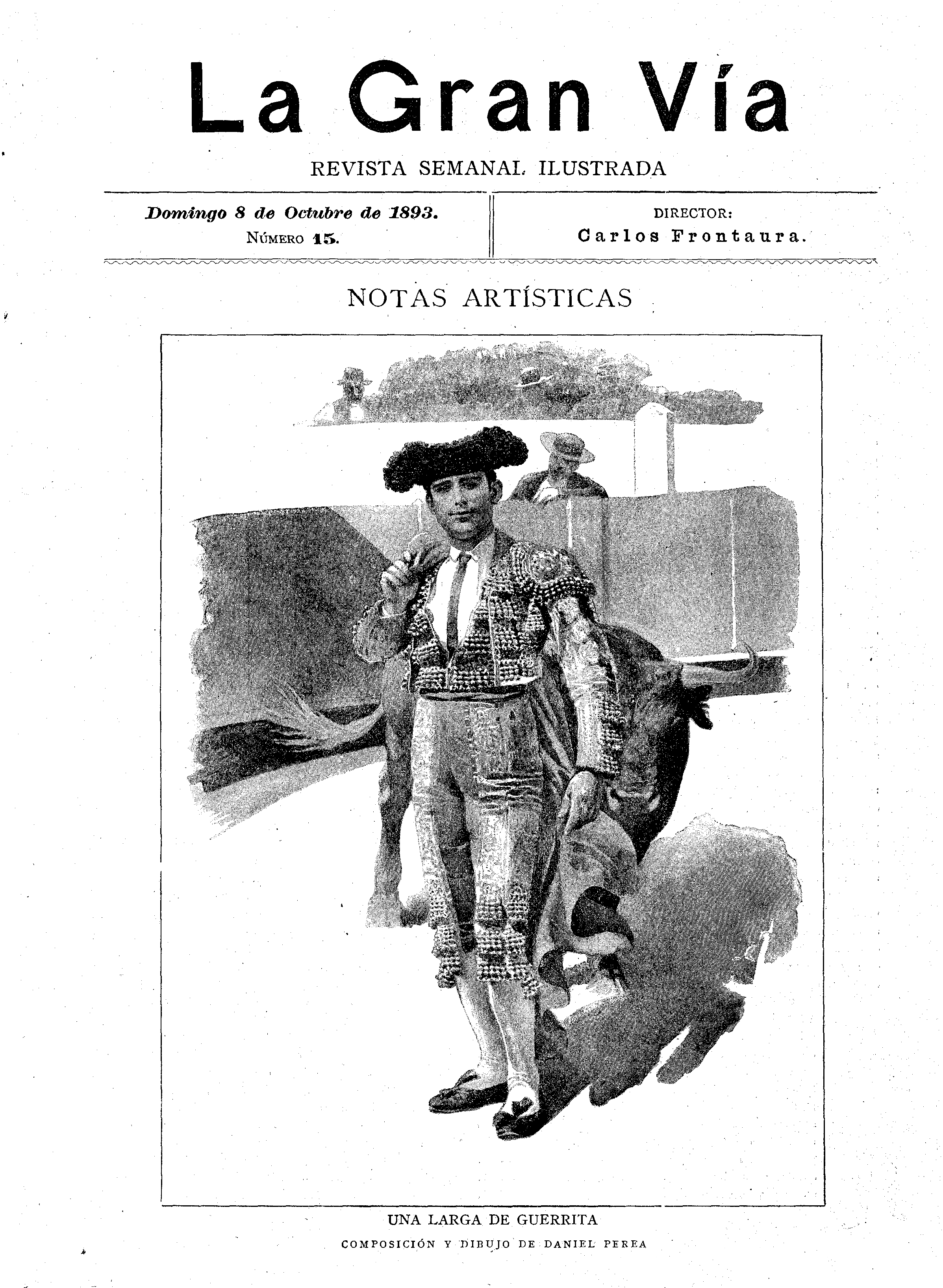
1893-10-08, La Gran Vía, Una larga de Guerrita

En el siglo XIX tras los intentos fallidos de Carlos III de vetar las corridas de toros, nuevas solicitudes de exención sumadas a las disputas sobre el decreto de 1785 hicieron que Carlos IV el 10 de febrero de 1805 mediante Real Pragmática prohibiese las corridas de toros  y los festejos taurinos en todo el reino a instancias del conde de Montarco, gobernador del Consejo, alegando los perjuicios que los toros bravos causaban a la agricultura.  Se recibieron cientos de escritos en defensa de las corridas de toros dirigidas al Consejo de Castilla, mientras que continuaron celebrándose festejos en algunos lugares. La muerte en el ruedo de Pepe-Hillo en 1801 y la guerra de la Independencia española entre 1808 y 1814, junto con la retirada de las grandes figuras toreo como Pedro Romero –sustituido por Jerónimo José Cándido y Curro Guillén– propiciaron la decadencia de las corridas de toros.
La prohibición de 1805 sería levantada por José I Bonaparte en 1811, que prefirió ganarse el favor del pueblo volviendo a autorizar las corridas de toros, con lo que auspició varios festejos con motivo de su proclamación, estos se celebraron en Madrid los días 27 y 30 de julio de 1808.
A partir de este momento las corridas de toros fueron un instrumento político, así se organizaban las funciones reales, o  se realizaban para conmemorar proclamaciones como la Constitución de 1812, o como instrumento para expresar el patriotismo o el anti patriotismo según fueran las corridas de toros autorizadas o prohibidas en uno u otro caso. En este sentido las corridas de toros formaron parte de las Cortes de Cádiz cuando el diputado por Cataluña y secretario de la Real Academia de la Historia Antonio de Capmany defendió con uno de sus discursos la nacionalidad de las corridas de toros. Estas fueron motivo de debate a instancia de Rafael Iglesia y Darrac, quien solicitó permiso para celebrar en Cádiz corridas de toros junto con el mismo Campany.  La propuesta fue sometida a votación y aprobada, poco después se fijaba la celebración de diez festejos en la capital andaluza. En 1813 tras unos incidentes ocurridos en el trascurso de un festejo volvieron a ser prohibidas, sin embargo dicho veto fue aplazado a consecuencia del compromiso económico adquirido por el ayuntamiento que había contratado los festejo con la plaza de Cádiz, pudiéndose celebrar las corridas contratadas.
Una de las consecuencias de la decadencia de principios de siglo fue la creación de la Escuela de Tauromaquia de Sevilla  impulsada por Fernando VIII para ensalzar las corridas de toros. El centro tuvo carácter docente donde fueron instruidos los nuevos toreros en el arte de torear, dirigidos por diestros consolidados como Juan Manuel Arjona o Pedro Romero. Fundada el 28 de mayo de 1830 de ella surgieron toreros importantes como Francisco Montes Paquiro, quien poco después  unió las escuelas rondeña y sevillana. Tras Paquiro surgió Francisco Arjona Cúchares, que aportó el toreo de muleta con la mano derecha, fundamento del toreo moderno de muleta, elemento que hasta entonces solo tenía la única función de preparar al toro para la muerte. Cúchares hizo del manejo de la misma una invención vistosa y entretenida fruto de la creatividad, con la que se abrió una nueva etapa en el concepto de torear conocido como «el arte de Cúchares», a partir de este momento el toreo en el ruedo dejó de apoyarse en las suertes de capa y de varas para basarse en el de muleta.
Después de Cúchares vino Antonio Carmona el Gordito, banderillero y torero, quien dio cohesión y una estructura completa a la lidia, a él se le debe la integración del tercio de banderillas. La novedad más destacada de Antonio Carmona el Gordito fue sin dudas la invención del quiebro de frente a la hora de colocar las banderillas a cuerpo limpio, una evolución sobre la manera ya conocida de la suerte al cuarteo a la media vuelta, empleada en Sevilla en 1858; una suerte que constituyó una incorporación importante por parte del Gordito. Con esta aportación la división de la lidia se hace patente al ser incorporada la suerte de banderillas ya completamente definida, a falta de las modificaciones sobre el tercio de varas que se incorporaron en el siglo XX.
Con Rafael Molina, Lagartijo, discípulo de el Gordito, el toreo que se observa en las corridas de toros adquirió el concepto artístico en el que primó la estética, la armonía del movimiento del torero y del toro en un solo conjunto en el que se acompasan la embestida y el movimiento del capote o la muleta que dieron lugar al temple. Salvador Sánchez Frascuelo, rival de Lagartijo en los ruedos, aportó un concepto diferente del valor tal y como era conocido, aplicado tanto al toreo como a la ejecución de la suerte de matar recibiendo —'matar recibiendo' es cuando es el toro el que va hacia el torero que permanece quieto a la espera—.
Las corridas de toros y la lidia con Rafael Guerra Guerrita, experimentaron un cambio definitivo materializado en la perfección en la ejecución de las suertes y en el dominio del torero sobre el toro. Guerrita en la última década del siglo XIX aporta el espectáculo que el aficionado quiere ver en la plaza de toros. Ordenó la labor de los picadores en el ruedo y afianzó las bases de las corridas de toros al introducir el concepto del torero completo que se desarrolla en los tres tercios de la lidia, logrando un dominio absoluto de la fiesta al dotar a las corridas de toros su valor definitivo.
El siglo XIX finalizó con la denominada Corrida patriótica, celebrada en Madrid el 12 de mayo de 1898 a raíz del conflicto bélico hispano-estadounidense. Para el festejo se invirtió una importante cantidad de recursos como cartelería (200 unidades), programas de mano (10 000 unidades)y más de 5000 entradas (billetes de apartado) a un precio extraordinario en la reventa. El festejo estuvo presidido por el conde de Romanones asesorado por Lagartijo, quien a sus cincuenta y seis años no participó en la lidia. En el cartel se anunciaron diez toreros con sus respectivas cuadrillas que realizaron el paseíllo tras una comitiva compuesta por una escuadra al mando del almirante Pascual Cervera, cinco alguacilillos, los ministriles (numerosa banda de música), acompañados por maceros municipales con carrozas portando al rejoneador Rafael Rodil, al concejal Arteaga y a Luis Mazzantini; seguida por otra  con Antonio Fernández Heredia, Ricardo Ducazcal y Guerrita, tras estos un piquete de la Guardia Real, conocidos como la guardia amarilla.

### SigloXX

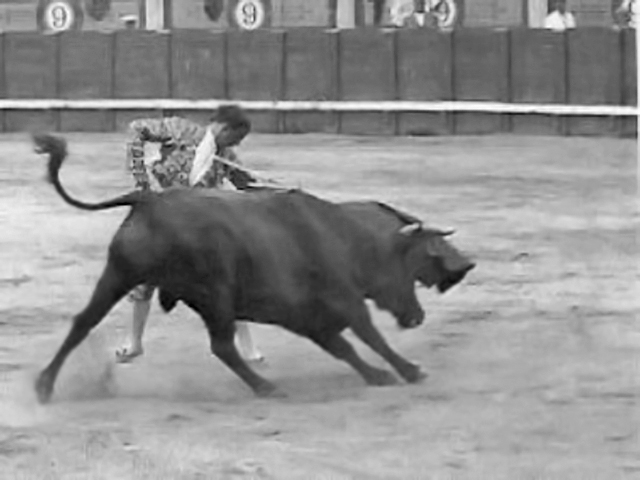
Joselito "El Gallo" dando un pase al natural.

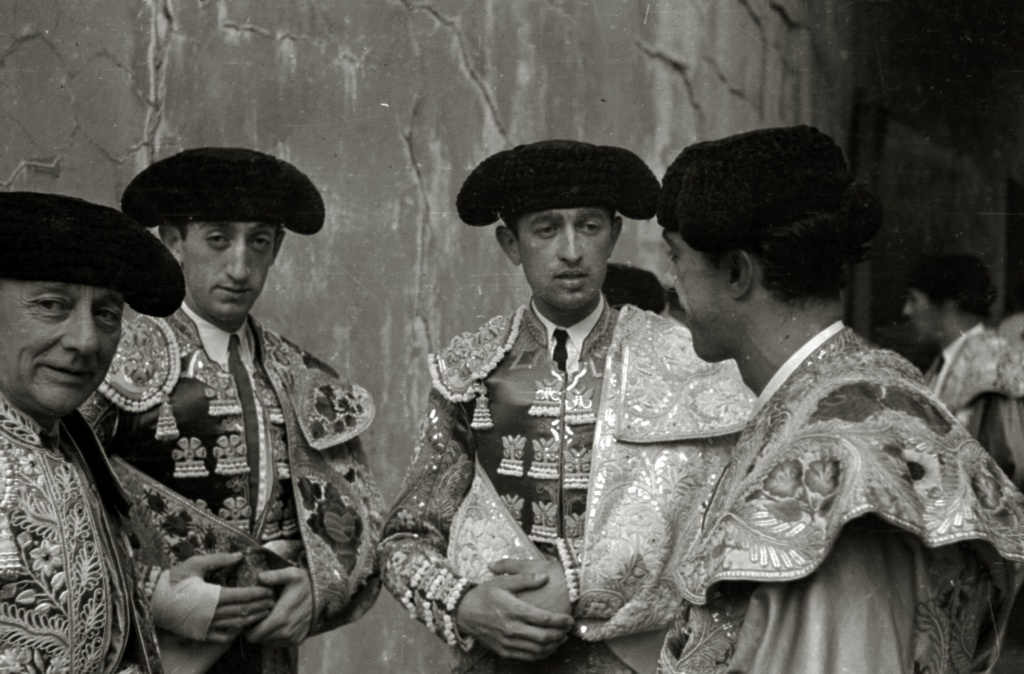
Corrida de toros en la plaza de 'El Txofre', Manolete

Tras el dominio de Guerrita, retirado en 1899, se abrió un periodo de transición durante la primera década del siglo XX, con nombres como Antonio Fuentes, mencionado por Guerrita en la célebre cita en la que alude al toreo de Fuentes: «después de mí naide... después de naide, Fuentes [sic]»; el del mexicano Rodolfo Gaona, quién universalizó el toreo mexicano y también el toreo español, haciendo de las corridas de toros un patrimonio universal; junto con Rafael González Madrid Machaquito o Ricardo Torres Bombita, Rafael Gómez, Gallo y Vicente Pastor que ocuparon los primeros puestos de los escalafones. Esta fue la época dorada del toreo, que se extendió durante la década de 1910 a 1920 y que tuvo como máximas figuras a Juan Belmonte y a José Gómez Joselito. Ambos diestros están considerados los más importantes del toreo moderno por sus aportaciones al lidia, uniendo lo mejor del toreo antiguo, base técnica del modo de torear moderno. Reapareció el rejoneo desaparecido prácticamente de los ruedos en el siglo XIX de la mano del cordobés Antonio Cañero, retirado en 1936. Le siguieron otros rejoneadores como Conchita Cintrón, Ángel Peralta y su hermano Rafael entre otros rejoneadores.
Las corridas de toros siguieron celebrándose a pesar de los anteriores intento de prohibirlas, con diferentes razones y auspiciadas por diferentes entidades así en 1921 es Cruz Roja quien organiza en diferentes ciudades varios festejos taurinos denominados patrióticos y otros eventos para recaudar fondos en beneficio de las víctimas y afectados por la guerra del Rif. Con el establecimiento de la Segunda República las corridas de toros siguieron celebrándose en honor a la causa republicana, incluso los toreros abrían plaza realizando el paseíllo bajo los acordes La Internacional. También fueron motivo de celebración con corridas de toros el primer aniversario de la república el 14 de abril de 1932 en Valencia. Durante la guerra civil española se recaudaron fondos para ambos bandos, en 1937 a través de una corrida celebrada en Alicante a beneficio de las fuerzas del Partido Comunista, y en Madrid se celebraron las denominadas Corridas de la Victoria.
Ignacio Sánchez Mejías fue un punto y aparte, con él hay un después de las corridas de toros, es decir una vida fuera de las plazas de toros que traspasó a la sociedad intelectual del siglo XX. Ganaderos, escritores y poetas se interesaron por el toreo y a los toreros con otra perspectiva que le otorgó un carácter atractivo para los círculos sociales. La presencia de Sánchez Mejías en tertulias y eventos sociales coloca a las corridas de toros como referencia intelectual, donde autores de la talla de Federico García Lorca centraron el foco de parte de sus obras. Así queda unida a la cultura española formando un vínculo que dio lo destacadas obras en la prosa y la poesía de la generación del 27.
Finalizada la guerra civil española resurgieron las corridas de toros gracias a la figura de Manolete, el torero más completo en la historia taurina, aporta la quietud, es decir con los pies quietos, sin moverlos trasladando la acción de la lidia al movimiento de los brazos;  el mando del torero sobre el toro, es decir es el torero quien guía al toro con la muleta; y la ligazón con la que une un pase de muleta con el siguiente haciendo una faena continuada. Esta época se cierra con el fallecimiento en el ruedo del diestro en la tragedia de Linares.

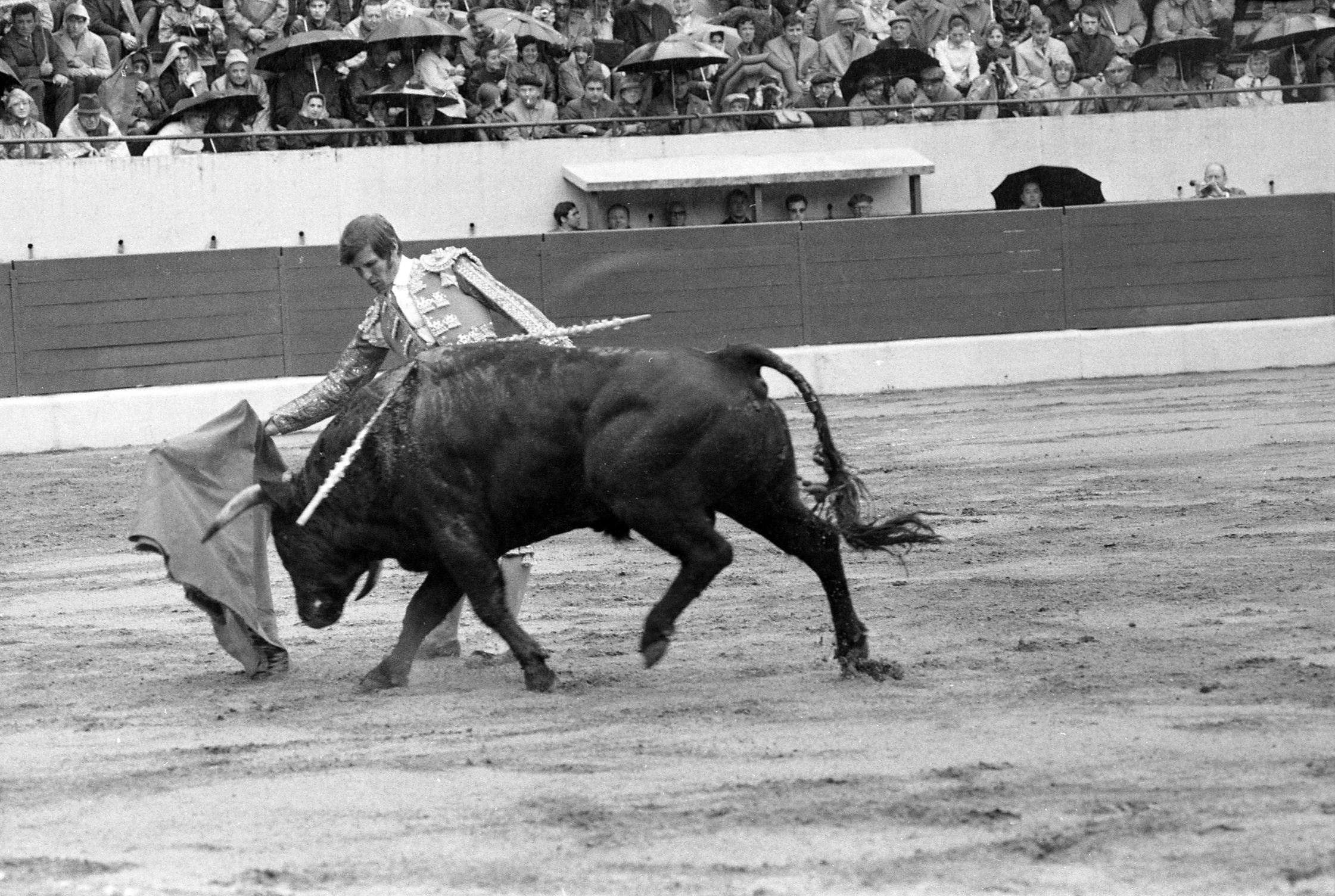
El Cordobés toreando con muleta (1970)

En los años cincuenta Manuel Benítez El Cordobés lleva a las masas a las corridas de toros e introdujo la heterodoxia o la disconformidad hacia la tradición conservadora de las corridas de toros, una reivindicación que consistió en alejarse de la influencia de la industria taurina que controlaba los contratos de los actuantes en las plazas entre otras cuestiones, a esta reivindicación se le unió Palomo Linares en el conocido por el año de los guerrilleros. La protesta llevada a cabo por ambos diestros consistió en actuar solo en plazas de segunda y tercera categoría alejadas de dicha industria. Ante la actitud de los dos toreros se elaboró en 1962 un nuevo reglamento taurino para las corridas de toros y se designó que los toros de lidia los aportaran ganaderías pertenecientes al Grupo de Criadores de Toros de Lidia , quedaron además establecidas las condiciones de peso y edad de las reses.

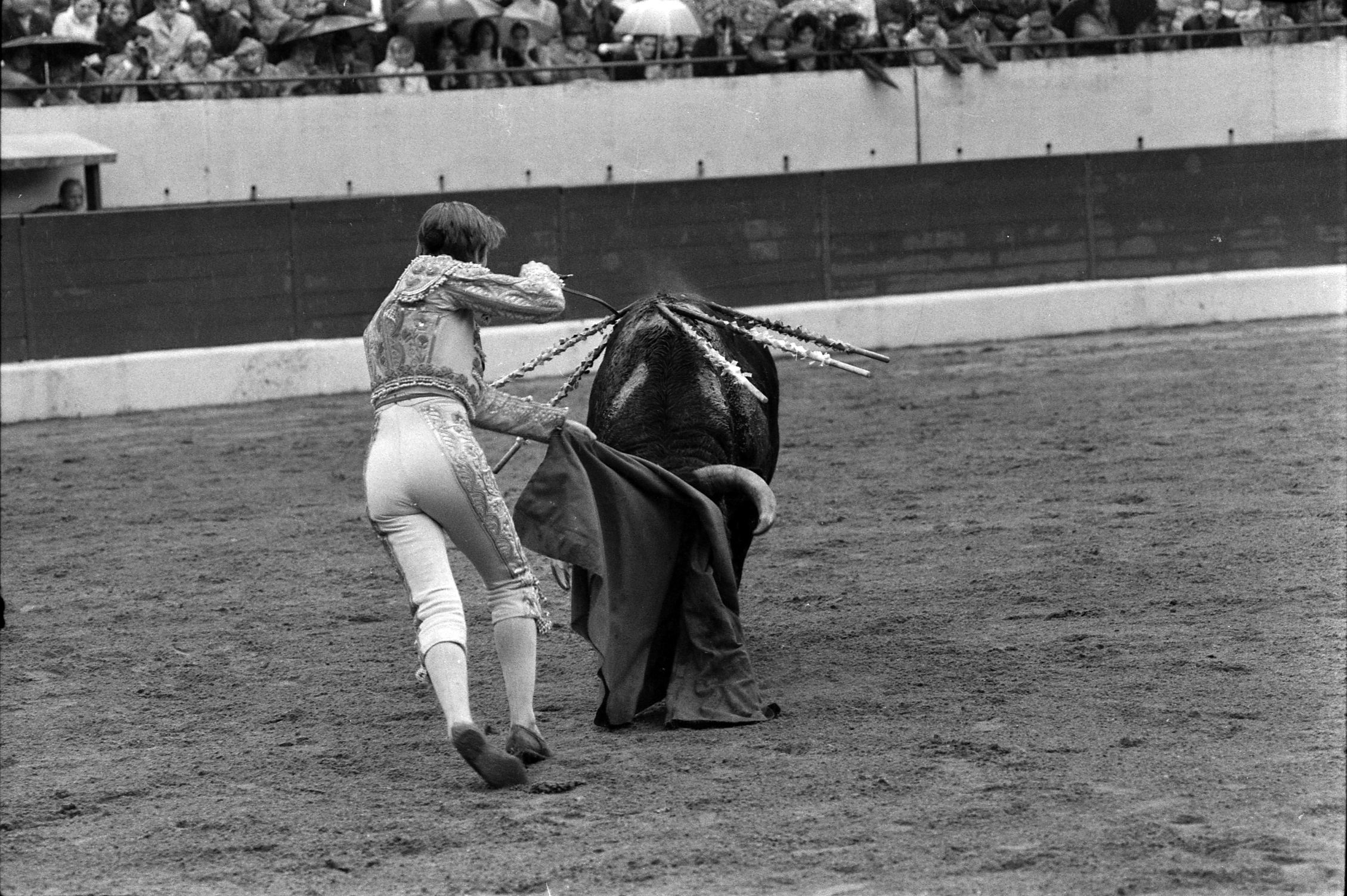
Curro Vázquez (1970)

Las décadas de los setenta y los ochenta fueron las de mayor expansión comercial y auge llegando a celebrarse un elevado número de corridas incluso en el Astrodome de Houston donde hizo el paseíllo El Cordobés y un matador estadounidense, John Fulton. Fue el momento de grandes figuras como Rafael de Paula que dominó el toreo técnico, Curro Vázquez con un toreo elegante, Pedro Gutiérrez Moya El Niño de la Capea (lideró el escalafón en 1975, 1976, 1978, 1979 y 1981), Julio Robles con su dominio del capote y de la muleta, Francisco Ruiz Miguel quien abrió diez veces la puerta grande de Las Ventas o el salmantino Santiago Martín, El Viti, único torero que ha abierto dieciséis veces la puerta grande de la madrileña Las Ventas.
La siguiente década, la de los noventa, fue un periodo también intenso en cuanto a número de corridas celebradas, incluso toreros de escalafón llegaron a torear en corridas de toros celebradas en plazas portátiles, las masas acuden a las plazas, se abandona la ortodoxia del toreo para buscar complacer al espectador desviándose de la pureza que se había visto hasta entonces en las corridas de toros, se busca más la eficacia que la belleza. Destacaron toreros como, el colombiano César Rincón, con un total de cinco puertas grande en Madrid o  Enrique Ponce quien toreó ciento cincuenta y tres festejos superando el número de corridas de toros lidiadas por el Cordobés, ciento veintiuna.
Tras varios años sin percances mortales, varios toreros que perdieron la vida en los ruedos en el siglo XX, entre ellos José Mata, José Falcón, Francisco Rivera Paquirri  y José Cubero Yiyo.

### SigloXXI
En la primera década del siglo las corridas de toros mantuvieron el impulso de la década anterior. En la segunda década la situación sociopolítica española se reflejó también en las corridas de toros mostrando el desencanto de una parte del aficionado ante la falta de emoción de las corridas de toros, en contrapunto se produce un aumento de los alumnos de las escuelas taurinas. Las corridas de toros regresaron al debate social con opiniones contrarias a las mismas impulsadas por movimientos sociopolíticos encaminados a prohibir los festejos taurinos tanto en España como en otros países, al mismo tiempo en respuesta a estos movimientos aparecen otros basados en la defensa de las corridas de toros y de la tauromaquia.

## Participantes de la Corrida de toros
En una corrida de toros a pie participan diferentes profesionales entre toreros y subalternos, junto a estos hay que distinguir entre los que lidian y aquellos cuya labor es la de dar apoyo a los toreros sin serlo. Siguiendo el orden de la lidia son:

### Toreros
El torero es el profesional que torea a pie en la plaza de toros una corrida de toros. Entre los toreros hay que distinguir entre el matador de toros y los peones que actúan en la plaza bajo las órdenes del matador, estos también son toreros y reciben el nombre de subalternos; comprenden a todos los toreros que forman la cuadrilla del matador de toros o novillos.

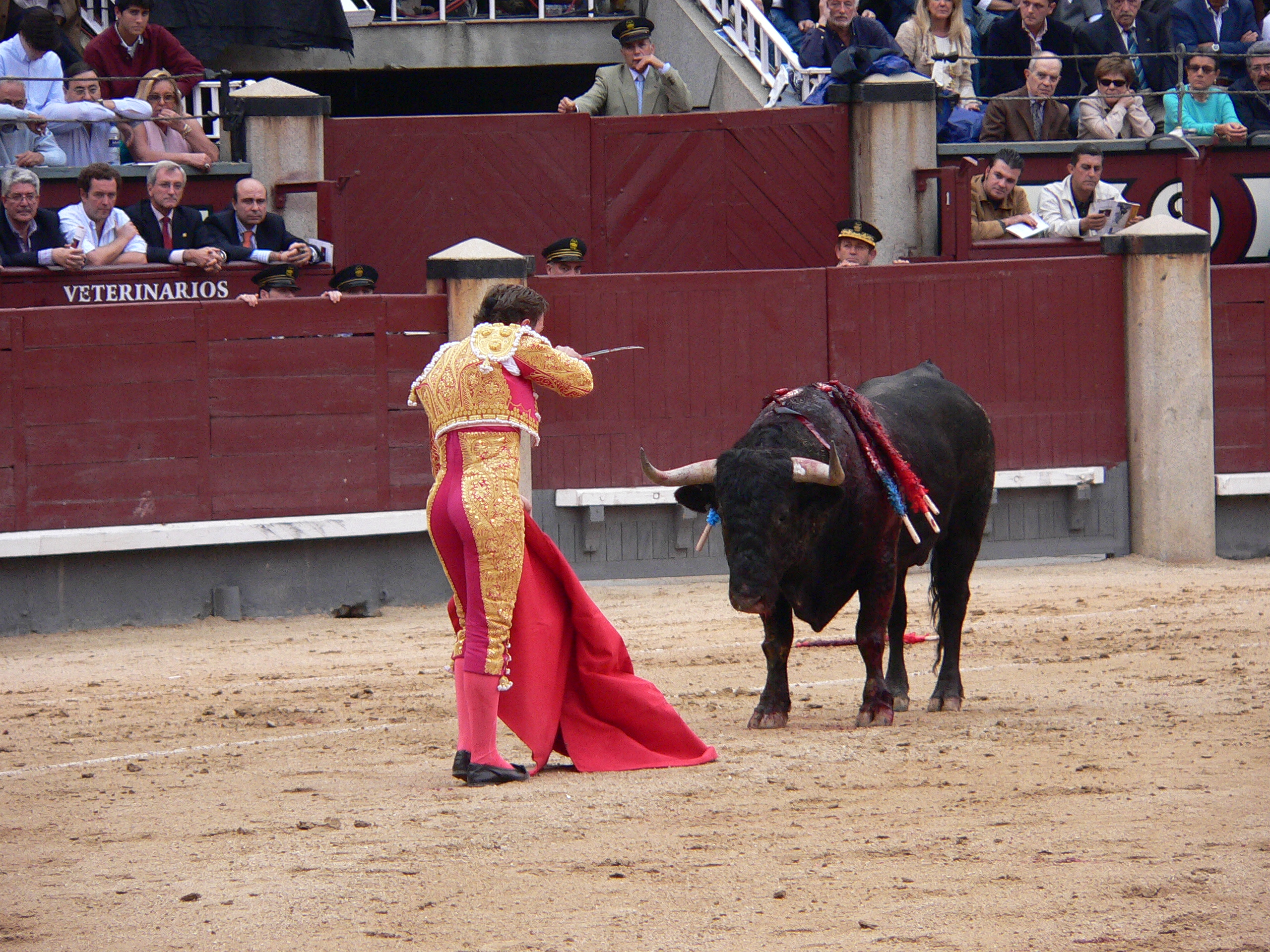
Matador.

#### Matador de toros
También conocido como torero, diestro o espada —recibe el nombre de espada el torero que da muerte a una res durante la lidia empleando el estoque—. El matador de toros es la persona que torea en la plaza de toros y que ha recibido la alternativa para poder lidiar toros de más de cuatro años de edad. Durante la misma es quien realiza la parte principal de la faena. Sobre el matador de toros recae la responsabilidad del desarrollo de la lidia, para lo cual se vale de los engaños tales como el capote de brega y la muleta con los que desarrolla diferentes suertes. El torero también puede poner banderillas. Para llegar a tener la categoría de matador de toros el torero ha realizado antes un aprendizaje que se inicia con la etapa de becerrista, para lo cual debe ingresar en la escuela de tauromaquia. Tras esta primera etapa continúa su formación como novillero sin picadores y luego como novillero con picadores. Por último, una vez alcanzados los requisitos establecidos por el Reglamento Taurino, obtiene la categoría de matador de toros tras tomar la alternativa que le faculta para como lidiador de toros de más de cuatro años. El matador de toros de mayor antigüedad de la terna que participa en la corrida de toros, realiza la función de director de lidia.

#### Picador

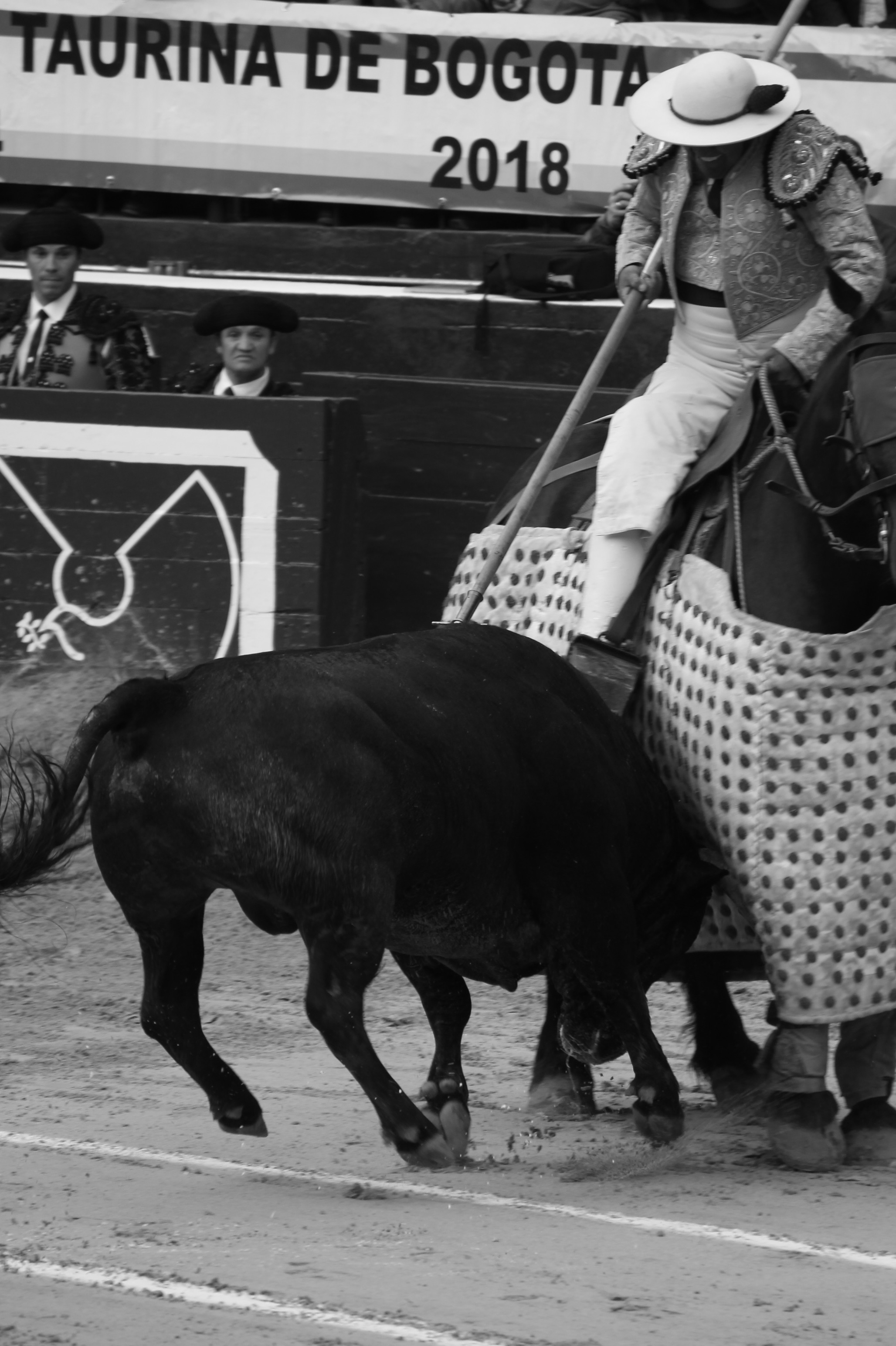
Picador en la Santamaría en Bogotá en 2018.

El picador es el torero a caballo cuya función es picar a los toros empleando para ello una vara de detener o pica similar a la garrocha. La función que hace el picador durante la lidia se denomina picar y se realiza durante el primer tercio de los tres en los que se divide la lidia denominado tercio de varas y la acción se denomina suerte de picar y consiste en que el picador, montado a caballo, realiza una herida sobre el morrillo del toro con una puya colocada al final de la vara de picar que este porta. Tanto la acción del picador, como las dimensiones de la vara y de la puya están estrictamente reguladas por el Reglamento  Taurinos. El picador tiene la categoría de subalterno y forma parte de la cuadrilla del matador de toros con el que lidia, cada cuadrilla tiene dos picadores que participan en la lidia de forma alterna en cada toro lidiado, así mientras uno actúa el otro se dice que guarda la puerta.

#### Banderillero

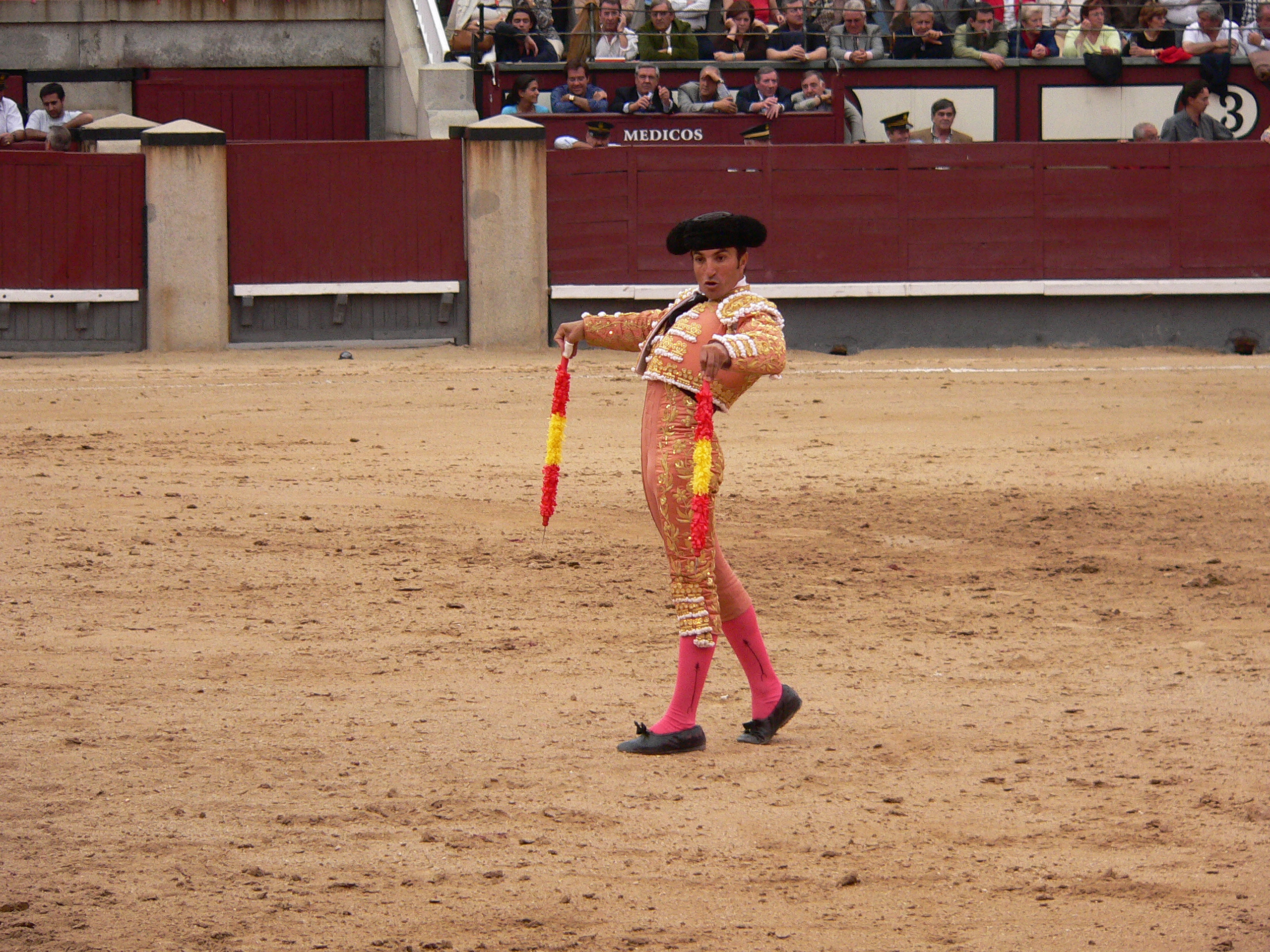
Banderillero

El banderillero es el torero que en el segundo tercio de la lidia pone las banderillas, también llamadas palos o palitroques. A las diferentes técnicas de colocar banderillas se le denominan suertes de banderillas. En cada cuadrilla se integran tres banderilleros por matador de toros. El banderillero tiene la categoría de subalterno y además de colocar banderillas, ayuda al matador de toros durante la lidia, en este caso se denomina peón de brega, destaca la función del peón de confianza, figura en la que el matador de toros deposita la confianza de realizar determinadas labores de brega durante la lidia dado el conocimiento de este en la materia. Entre las funciones de estos subalternos están la de correr los toros para colocarlos o cambiarlos de terreno en el ruedo, auxiliar a sus compañeros durante la lidia o realizar quites cuando corresponda.
En las corridas de rejones, también participan los subalternos formando parte de las cuadrillas de los rejoneadores.

### No toreros
Además de los toreros, en una corrida de toros participan una serie de profesionales que sin ser toreros como tales. Estos intervienen en diferentes momentos de la lidia. Este grupo está compuesto por el presidente de la plaza, los profesionales de la misma y los asistentes del matador de toros:

#### Presidente de la plaza
El presidente de la plaza de toros es la autoridad que dirige el festejo taurino y que vela por el cumplimiento del Reglamento Taurino, siendo también el responsable del orden público de la plaza durante la corrida de toros. Entre sus funciones está la de garantizar el correcto desarrollo de la corrida desde que los toros llegan a la plaza hasta su arrastre. Como representante de la autoridad en las plazas de primera categoría su cargo es ejercido por el gobernador Civil o la persona en quien este delegue dentro de la ejecutiva del Cuerpo Nacional de Policía, en el resto de las plazas el cargo lo desempeña el alcalde o el concejal que este designe. Autoriza el inicio del festejo, ordena los cambios de tercio y otorga los premios a los matadores de toros de acuerdo a lo estipulado en el reglamento taurino. El presidente está obligado a asistir al reconocimiento de las reses previo al festejo así como al realizado a las astas de la res post mortem. Durante la lidia el presidente se acompaña de un veterinario, un asesor técnico taurino y un delegado gubernativo —alguacilillo— para transmitir las órdenes al ruedo.

#### Alguacilillos

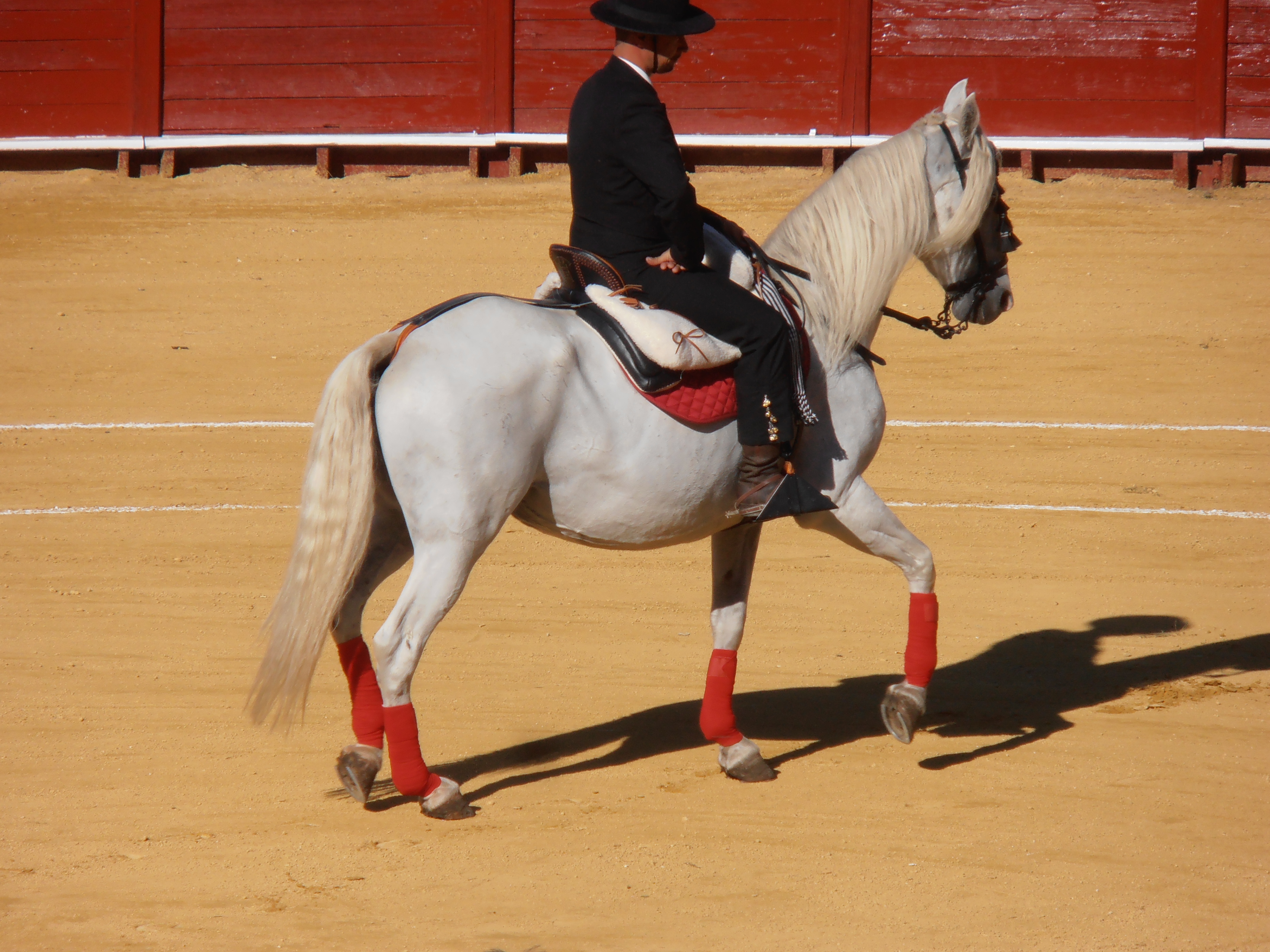
Alguacilillo plaza de toros de Béjar

La función principal de los alguacilillos es la de hacer cumplir el reglamento taurino aplicado por el presidente de la plaza, es decir son los agentes que trasmiten las órdenes de este durante las corridas de toros. Sus funciones están reguladas por la misma normativa taurina que el resto de profesionales. Actúan dos en cada corrida de toros y son los que encabezan el paseíllo al inicio del festejo, tras ellos los toreros y sus cuadrillas. Se encargan de realizar el despeje de plaza, y en algunos cosos, recogen la llave de los toriles que abre el portón por donde sale la res al ruedo. Una vez finalizada la lidia de cada toro son los encargados de entregar los premios concedidos a los toreros.

#### Mozo de espadas

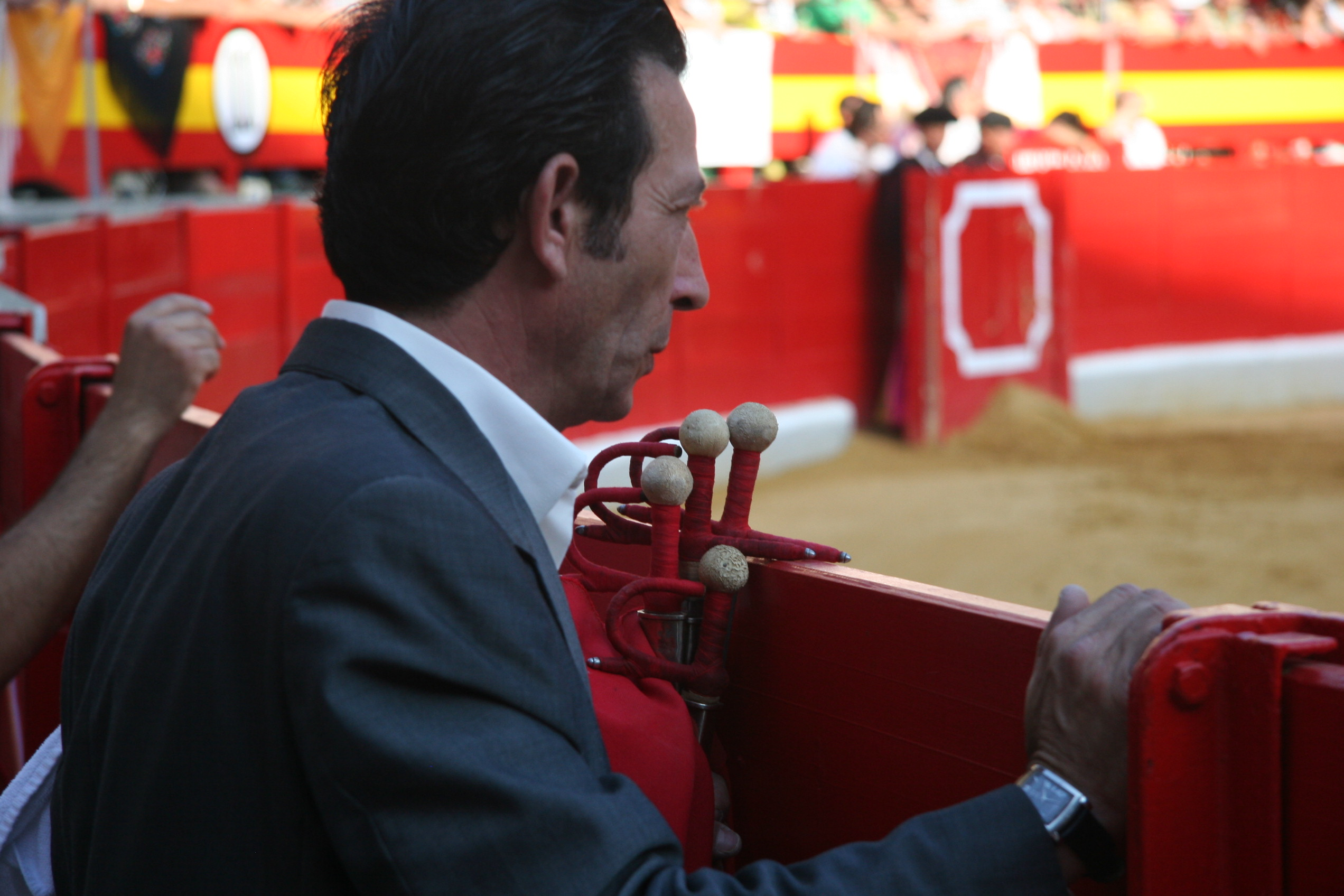
Mozo de espadas en la plaza de toros de Granada.

El Mozo de espadas o mozo de estoques es la persona cuya labor consiste en facilitar, tanto al diestro como a la cuadrilla, todos lo útiles necesarios para lidia, tales como cambio de muletas, capotes y estoques. El mozo de espadas se encarga también de ayudar al matador de toros a vestirse antes de la celebración del festejo.

#### Ayuda del mozo de espadas
A las órdenes del mozo de espadas está el ayuda cuya función es la de colaborar en todo lo que tenga que ver con los trastos o útiles de torear que emplea el matador, así como de su indumentaria, además de cargar con el esportón donde se trasportan los útiles de la lidia, las muletas, capotes, etcétera.

#### Monosabios

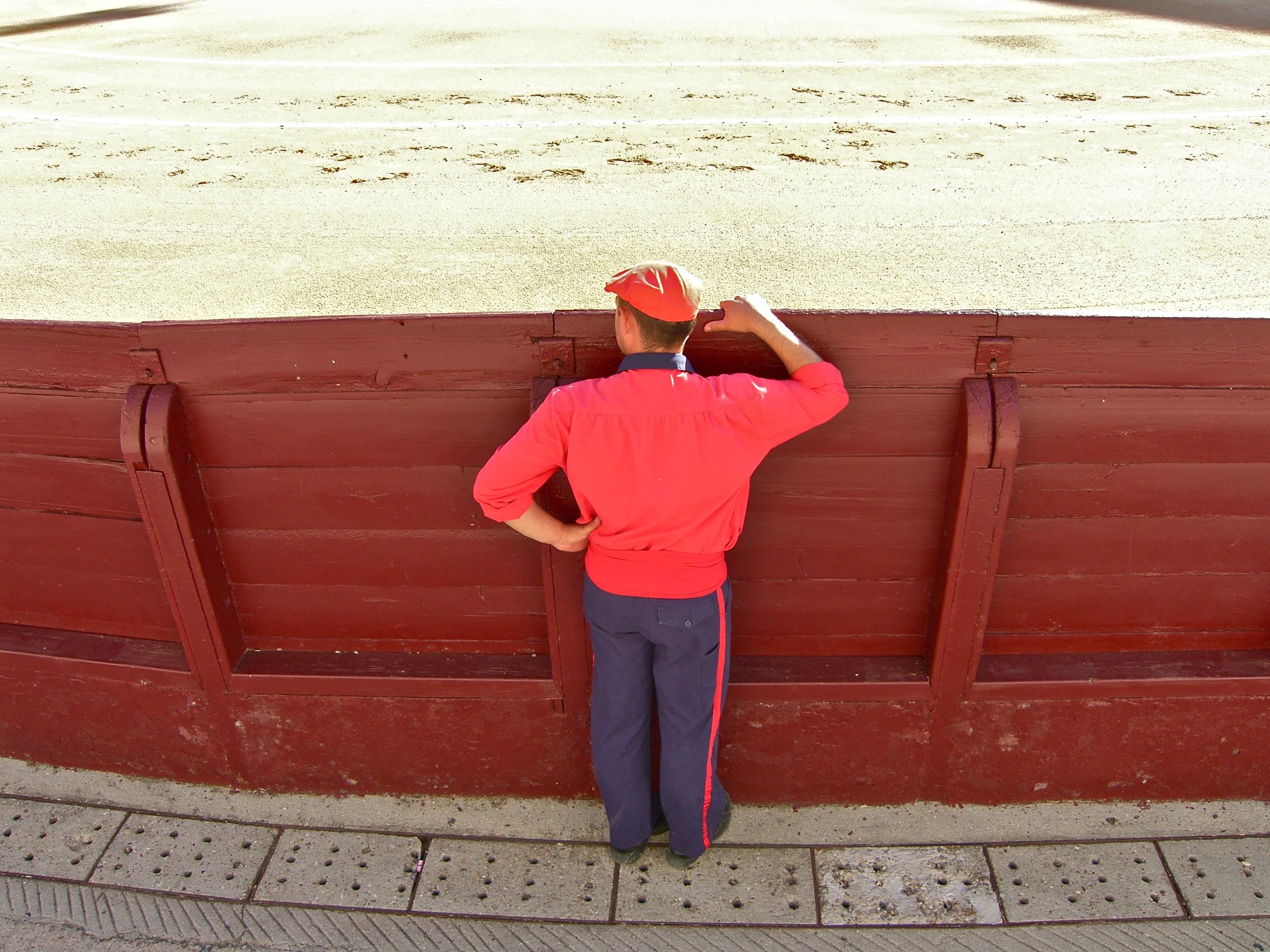
Monosabio

Los monosabios son los mozos que auxilian al picador durante la lidia. Derivan de los antiguos chulos que asistían a los caballeros en las plazas de toros. Su función es la de proteger al caballo y al picador en las caídas que puedan sufrir a consecuencia de embate del toro para evitar que ni el picador ni el caballo resulten heridos. Entre las funciones del monosabio está la de colocar los arreos de los caballos de los picadores. Para realizar su función se valen de sus manos y a veces de una vara fina.

#### Mulilleros

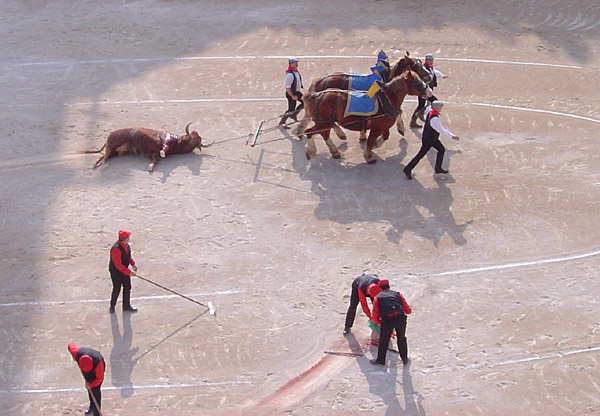
Areneros en primer plano. Al fondo, los mulilleros en el arrastre del toro.

Los mulilleros son los encargados de arrear el tiro de mulillas que realizan el arrastre de los toros una vez finalizada la lida de los mismos. Entre la cuadrilla de mulilleros se encuentra el jefe de mulilleros que es quien se comunica con la presidencia cuando este concede la vuelta al ruedo del astado. Los mulilleros visten una indumentaria característica y van descubiertos cuando arrastran al toro. Las mulillas van adornadas con madroños y banderas.

#### Areneros
Los areneros son los mozos encargados de mantener en condiciones adecuadas el albero del ruedo tras la lidia de cada toro. Tienen su importancia, como lo ilustra el hecho de que desfilen en el paseo de cuadrillas.

#### Personal de la plaza
El personal de la plaza lo componen aquellas personas que trabajan en ella prestando los servicios necesarios para la celebración de la fiesta, tales como los médicos, los taquilleros, los acomodadores, el personal del callejón, el torilero o los carpinteros entre otros.

## Lidia a pie

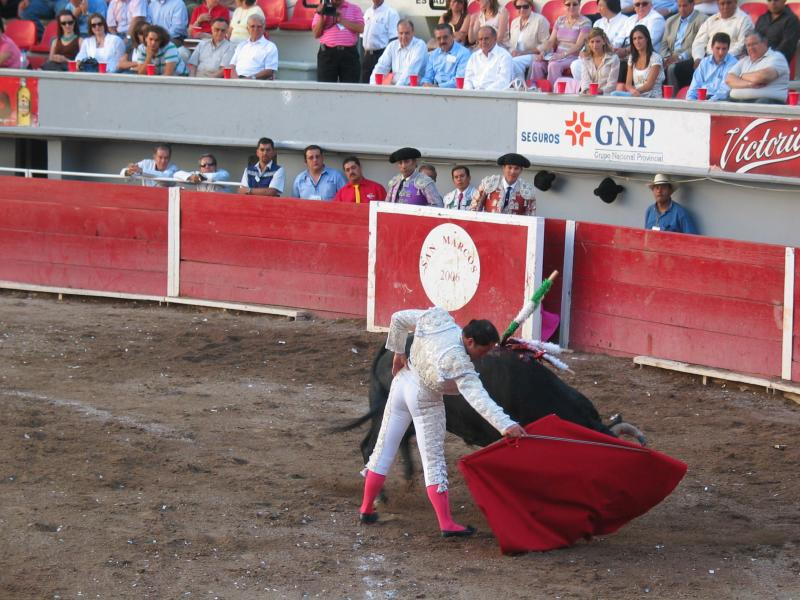
Lidia en la Monumental de Aguascalientes.

La lidia a pie es el conjunto de suertes que se practican con el toro durante la corrida de toros y comprende las acciones realizadas por el torero empleando un engaño: capote de brega, muleta o el propio cuerpo (recorte) con la intención de que el toro pase próximo a él. Los matadores de toros que intervienen en la misma lo hacen caminando a diferencia de la lidia de rejones o rejoneo que se desarrolla a caballo.
La lidia tiene como objetivo mejorar el comportamiento del toro, por lo que es necesario que la actuación del torero sea la correcta, buscando en todo momento corregir los defectos del toro a la hora de embestir de forma que el toro mejore su comportamiento y que las buenas características del mismo se mantengan a lo largo de la lidia. Para lograrlo el torero emplea una serie de técnicas de lidiar según el tipo de toro al que se enfrenta, estas siguen un orden determinado y una duración concreta.
En España según establece el Reglamento de Espectáculos Taurinos, para lidiar un toro los toreros, con independencia de su país de origen, deben estar inscritos en el Registro General de Profesionales Taurinos, dependiente del Ministerio de Cultura y Deportes, según su categoría profesional: matadores de toros, banderilleros, picadores, mozos de espadas, rejoneadores o novilleros.

### Previo a la lidia

#### Reconocimiento, sorteo y apartado de los toros

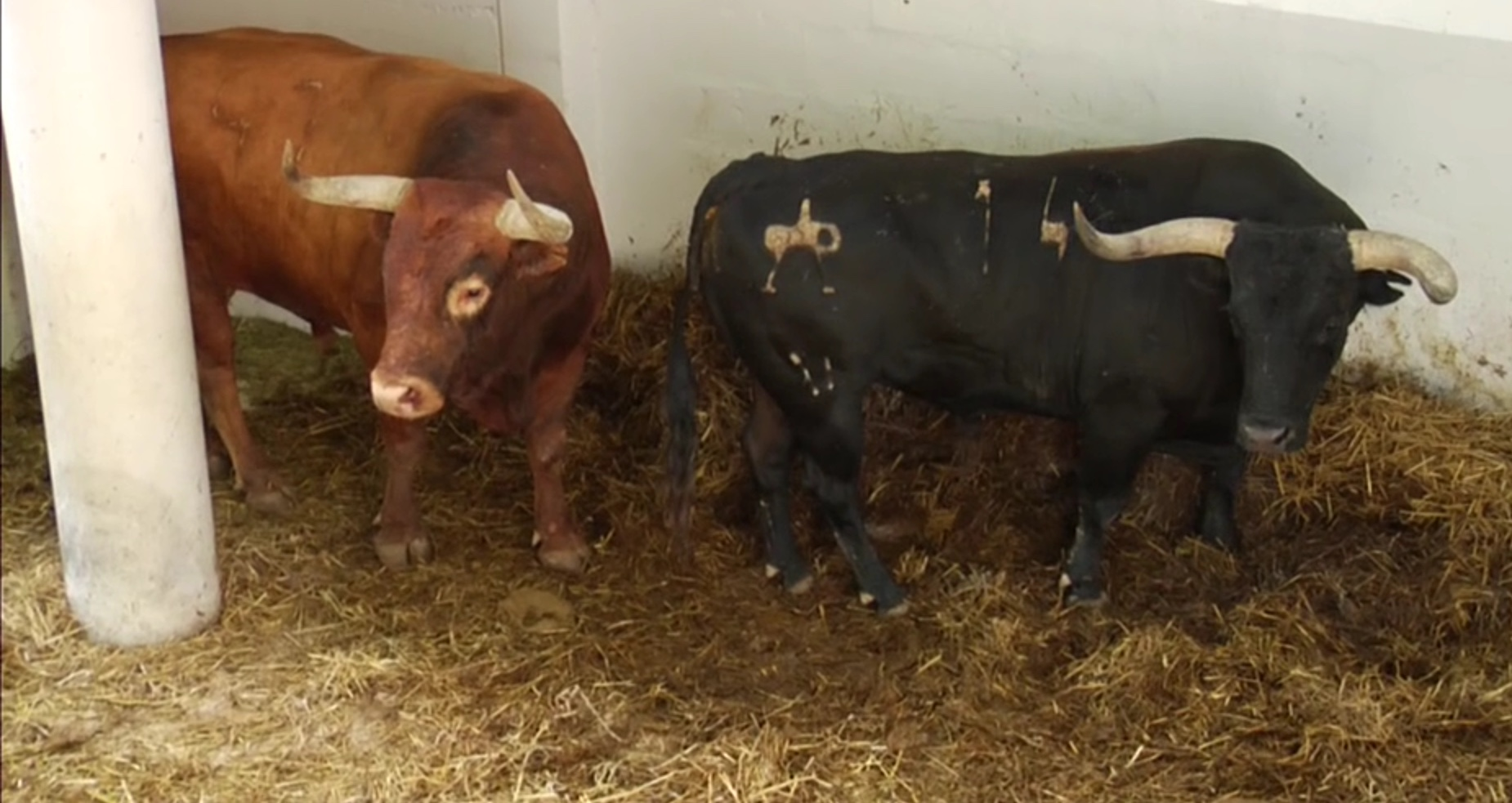
Toros de miura castaño y negro en los corrales antes del sorteo

Con la llegada y desembarque de las reses en los corrales de la plaza de toros, se realiza un minucioso reconocimiento de las reses para garantizar su estado sanitario, aspecto físico, trapío, edad y utilidad para la lidia; se incide sobre todo en la integridad de las astas. Se realiza también un análisis de sangre a las reses para evitar manipulaciones fraudulentas. Este reconocimiento es realizado por los veterinarios asignados por la autoridad competente según el lugar donde se celebre la corrida de toros y en presencia del presidente del festejo, el delegado del gobierno que actúa como secretario para levantar acta, el empresario de la plaza de toros y dos representantes de cada una de las ganaderías acompañados por el veterinario que ellos designen. Asisten también el apoderado de cada torero, los mozos de espadas o aquellos miembros de la cuadrilla de confianza de los mismos. El artículo 8 de la Ley 10/1991, permite a los espectadores presenciar alguno de los reconocimientos a través de las asociaciones de abonados y aficionados más representativas.
Finalizados los reconocimientos se procede al sorteo de las reses aceptadas, entre los diestros que actúan en la corrida de toros; el presidente de la plaza representa a la autoridad durante el sorteo, al mismo acuden los subalternos de confianza del torero, apoderados, empresa, ganaderos o sus representantes y el público. El sorteo fue introducido en el siglo XIX por Mazzantini el 6 de agosto de 1896 para evitar que los ganaderos asignasen las reses a unos u otros espadas según sus intereses.
Tras el sorteo, se procede al apartado de los toros en los chiqueros de forma que cada uno de ellos permanece en un toril hasta el momento de salir al ruedo para ser lidiado.

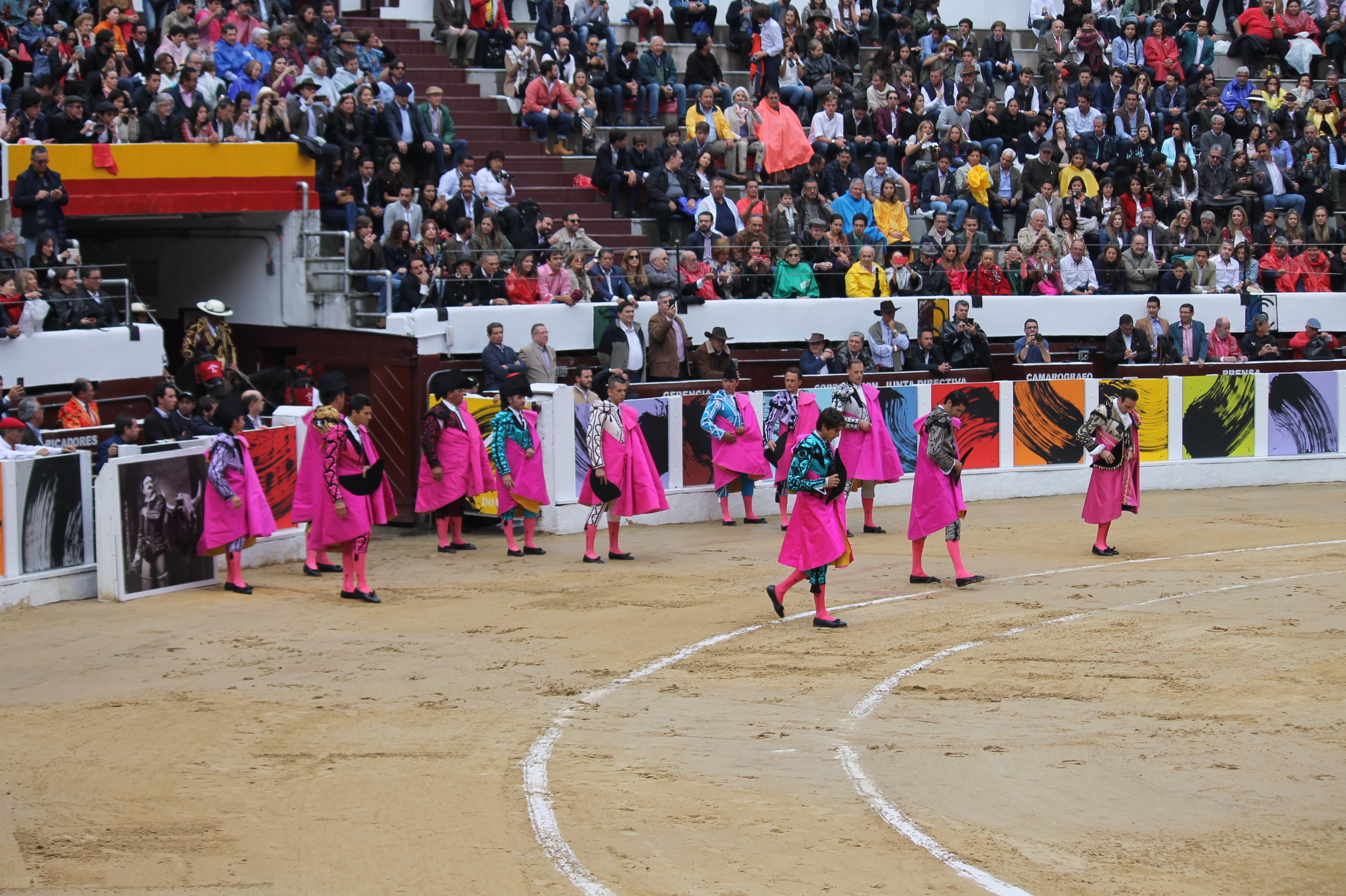
paseíllo corrida goyesca en Bogotá en 2019, Colombia

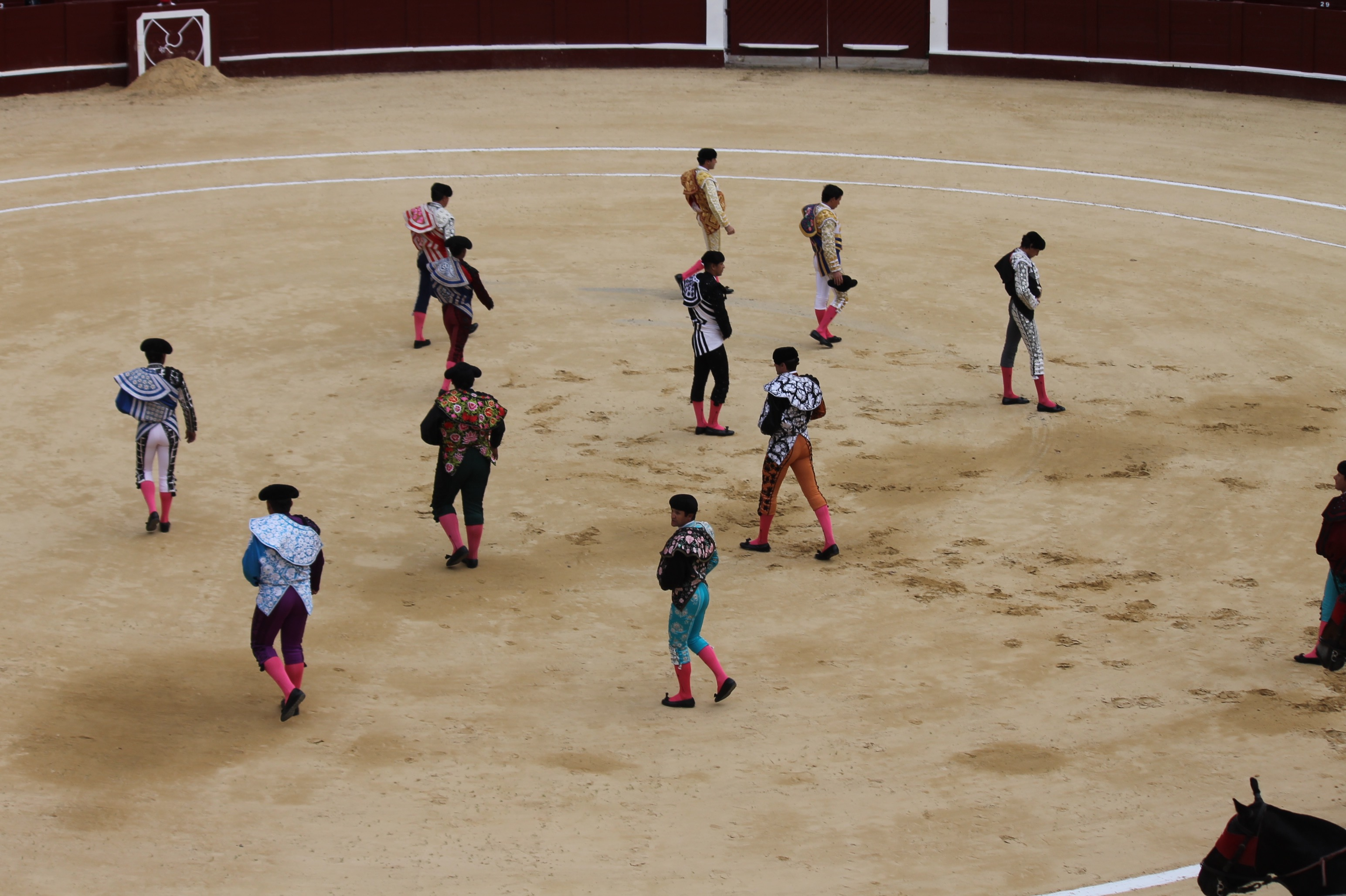
Paseíllo, plaza de toros La Santamaría en 2018, Bogotá.

#### Despeje de plaza
Antes del inicio del festejo se realiza el despeje de plaza por parte de los alguacilillos. El despeje o despejo tuvo su origen cuando en las celebraciones en plazas públicas abiertas —no en cosos taurinos— fue necesario desocuparlas de público antes de iniciarse la lidia. En los festejos reales organizados por los monarcas, del despeje se encargaba la tropa real o en su caso los alcaldes o los alguaciles. Con la llegada de los cosos taurinos el despeje original se fue limitando a desalojar a quienes estaban en el ruedo sin ser los toreros, este desalojo provocó en algunas ocasiones importantes disturbios por lo que en 1865 fueron suprimidos para quedar en un acto simbólico.

#### Paseíllo
Realizado el despeje de plaza se inicia el festejo con el paseíllo, en el que tras los alguacilillos desfilan los matadores de toros con el primer espada a la izquierda, a la derecha el segundo y en el centro el de menor antigüedad; en la siguiente fila siguiendo a los diestros sus cuadrillas, ordenadas en tres filas según la antigüedad del espada. Tras las cuadrillas, en la quinta fila, los picadores en filas según la antigüedad de los espadas. Cerrando el desfile, el personal de la plaza de toros: monosabios, mulilleros y areneros. Esta disposición tiene su origen en la década de 1840-1850 tras las reformas introducidas por Paquiro en las que se imponen las cuadrillas de toreros sobre la importancia de los picadores.

## Orden de la lidia
La lidia moderna se divide en tres partes, denominadas tercios: el de picar o de varas, el de banderillear y el de matar.
Previo al tercio de varas, se realiza el toreo de capa cuya finalidad es la de evidenciar cuales son las características del toro, para ello se corre el toro; labor que puede realizar el mismo matador de toros o bien su peón de confianza según designe el matador. Consiste en citar al toro para provocar que se arranque y de esta forma se observan las características y la forma de embestir de la res. El objetivo del toreo de capa es que el toro mantenga la atención en el capote, acción que se conoce en tauromaquia como fijar al toro. El torero con el capote de brega emplea diferentes suertes de capa realizadas por la cara del astado —de frente a la res—. Con estos primeros lances además de destapar los defectos y las virtudes del astado, se le va enseñando a embestir.  El torero emplea los lances según las características del toro en cuanto a su forma de humillar, la velocidad a la que se mueve o la fuerza del mismo entre otras. Algunos lances o suertes con el capote son premiadas con la ovación del público tanto por su vistosidad como por la técnica con la que se realizan.

## Tercio de varas

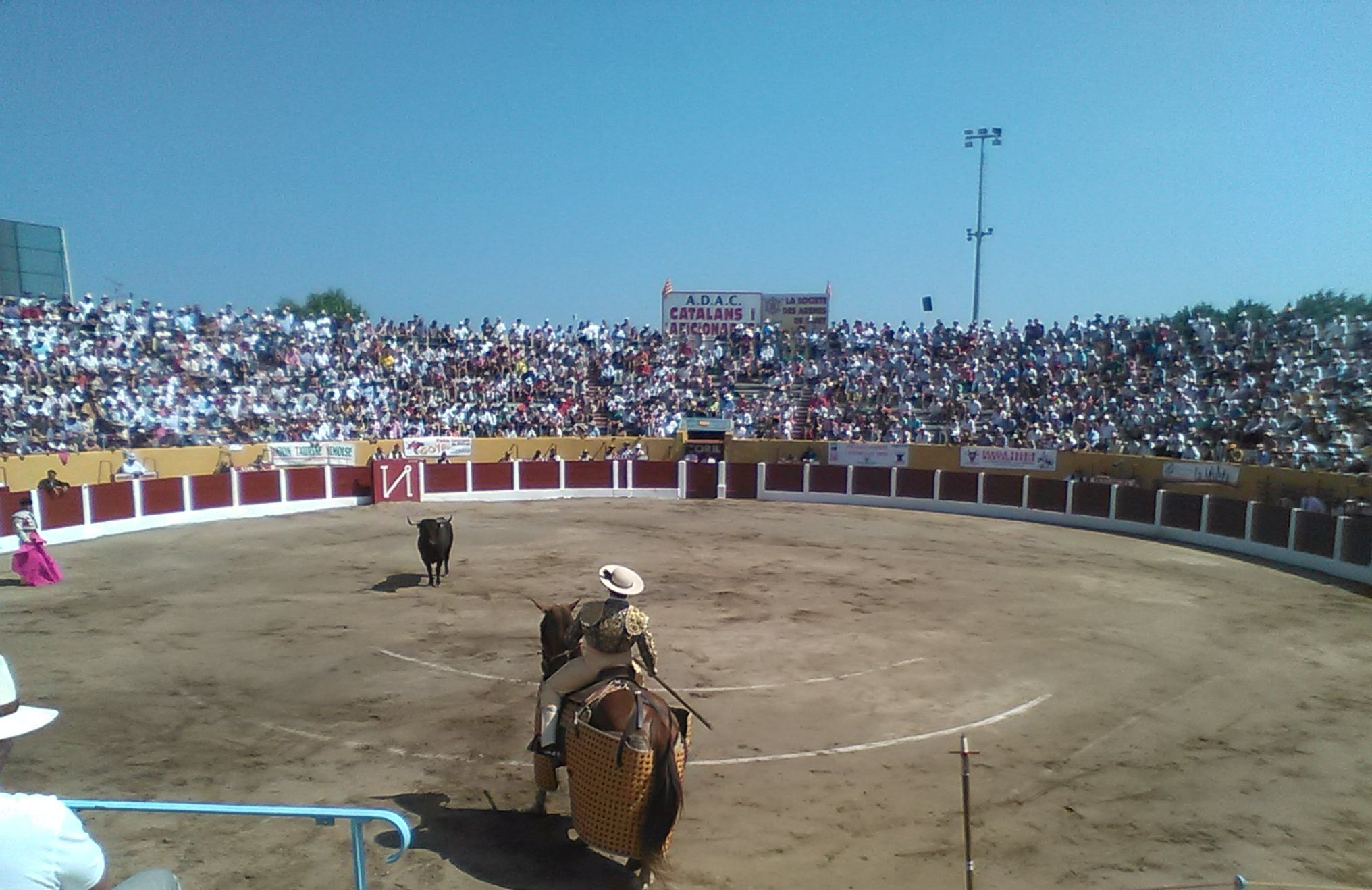
Tercio de varas en plaza de toros de Céret

El primero de los tercios en los que se divide la lidia a pie se denomina Tercio de varas. Una vez que el toro ha quedado fijado y el torero ha probado las condiciones del mismo se produce el cambio de tercio —acto de pasar de un tercio al siguiente— mediante un aviso de clarines indicado con un pañuelo blanco en el palco por el presidente de la plaza. El objetivo de este tercio es templar al toro con el fin de mejorar su comportamiento, rebajar la violencia de la embestida y de la acometida del mismo. A través de la suerte de varas se pretenden corregir algunos de los defectos que todavía puede tener el toro a la hora de embestir. Del desarrollo de este tercio depende el comportamiento del astado durante el resto de la lidia, de ahí su importancia.
El tercio de varas lo realizan los picadores a caballo y se valen de las varas de detener, estas se componen por un lado de una vara, una puya piramidal encordada al palo o vara, una cruceta que limita que la vara y el rejón o puya penetren en profundidad en el animal; además de un regatón para que no se astille la vara y un tope. Las características y el uso de estos elementos están regulados por el Reglamento taurino en el capítulo II. Los caballos empleados por los picadores están domados para esta función y llevan una protección específica desde 1928 denominada peto que evita que las astas del toro les produzcan daños.
Cada cuadrilla lleva tres picadores, solo dos de ellos pueden permanecer simultáneamente en el ruedo durante la lidia. De los tres picadores, actúa primero el denominado de reserva y el tercero actúa en el toro siguiente, mientras el segundo picador queda a la espera ante la puerta de caballos y solamente actúa en el caso de que alguno de los otros dos picadores deba retirarse del ruedo. La forma en la que el picador desarrolla la suerte está regulada por el Reglamento taurino en el artículo 72, adonde también se establece la posición que deben mantener tanto el picador como el toro en el ruedo, indicada por dos líneas concéntricas que delimitan los terrenos de uno y de otro.  El número de puyazos que el picador puede realizar al toro queda a criterio del diestro, en las plazas de primera categoría es obligatorio de se realicen dos puyazos como mínimo, en las plazas restantes es obligatorio al menos uno, tras lo cual el espada puede pedir el cambio del tercio al presidente de la plaza.

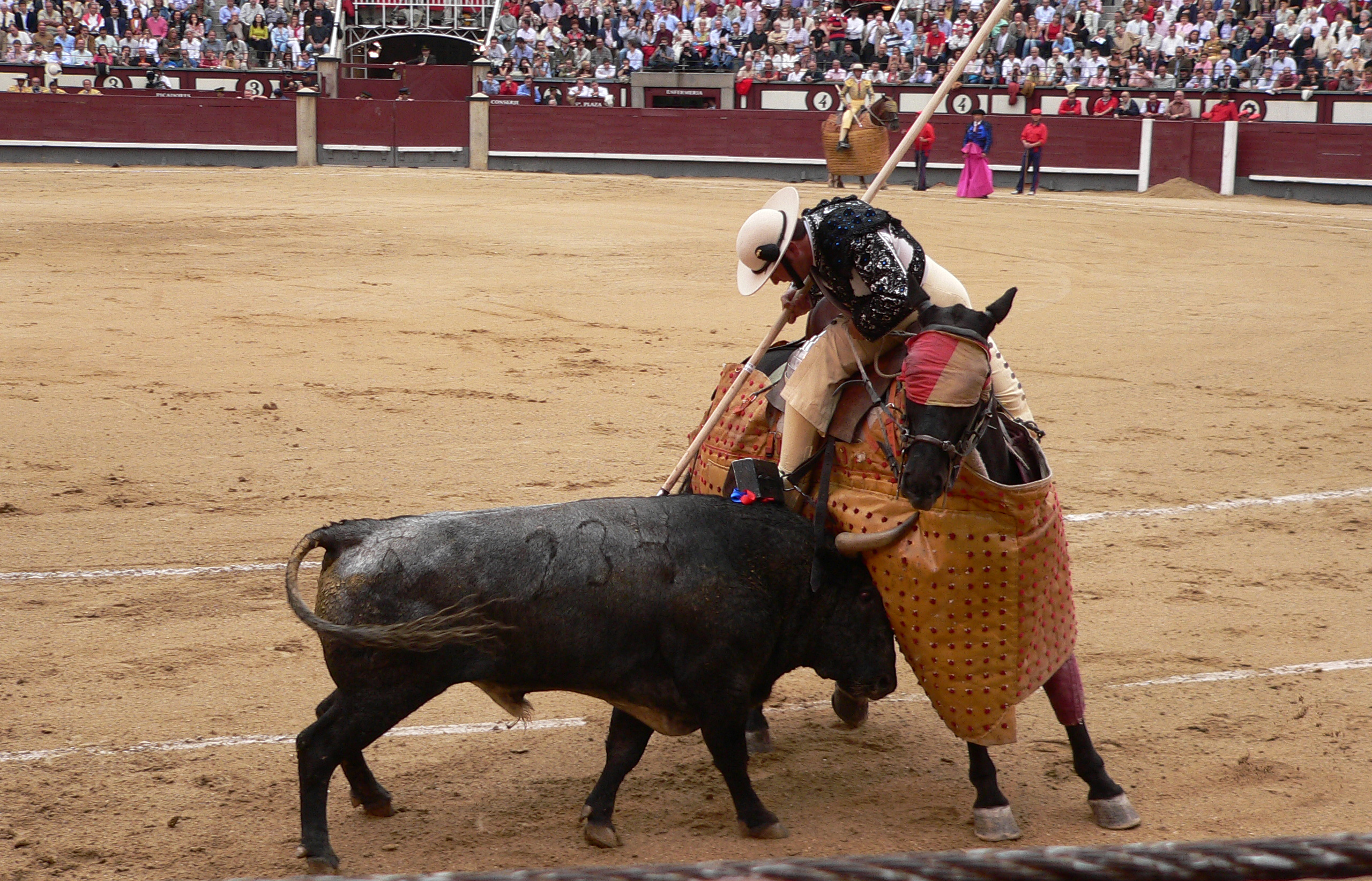
Suerte de varas

El puyazo consiste en aplicar la puya sobre el morrillo del toro —'el morrillo' es la parte superior y más abultada del lomo de la res—.  En los siglos XVI-XVIII la suerte de picar fue la más importante, el peso de la lidia recaía en el caballero alanceador y posteriormente fue el varilarguero quien organizó la lidia, mientras que los toreros de a pie solo eran los auxiliares. Tras las modificaciones realizadas en la forma de montar los caballos dictada en el siglo XVII, los nobles dejaron de lidiar, hecho que favoreció que los auxiliares los remplazaran ganándose el interés del público de las corridas de toros.
El picador a lo largo de su historia ha empleado diferentes técnicas o suertes de picar según la época en el que se celebraron las corridas de toros, suertes que dependían en gran medida de las características de los toros. Se usaron la suerte de picar a toro levantado, empleada antes de que el toro estuviese fijado, nada más salir al ruedo;  la suerte de picar al toro de frente, en la que el toro estaba parado; la de picar a caballo levantado, una suerte en la que el caballo permanecía quieto dejando llegar al toro hasta él; la suerte del señor Zahonero, que facilitaba la salida natural de la res; y la suerte del señor Atienza, iniciada por Miguel Atienza y Caro, cuya finalidad era que el toro buscase la lucha con el caballo al taparle la salida natural el picador, empleada sobre todo en los toros mansos. Todas estas suertes fueron descritas en la Tauromaquia completa de  Paquiro, y cayeron en desuso con la lidia moderna.

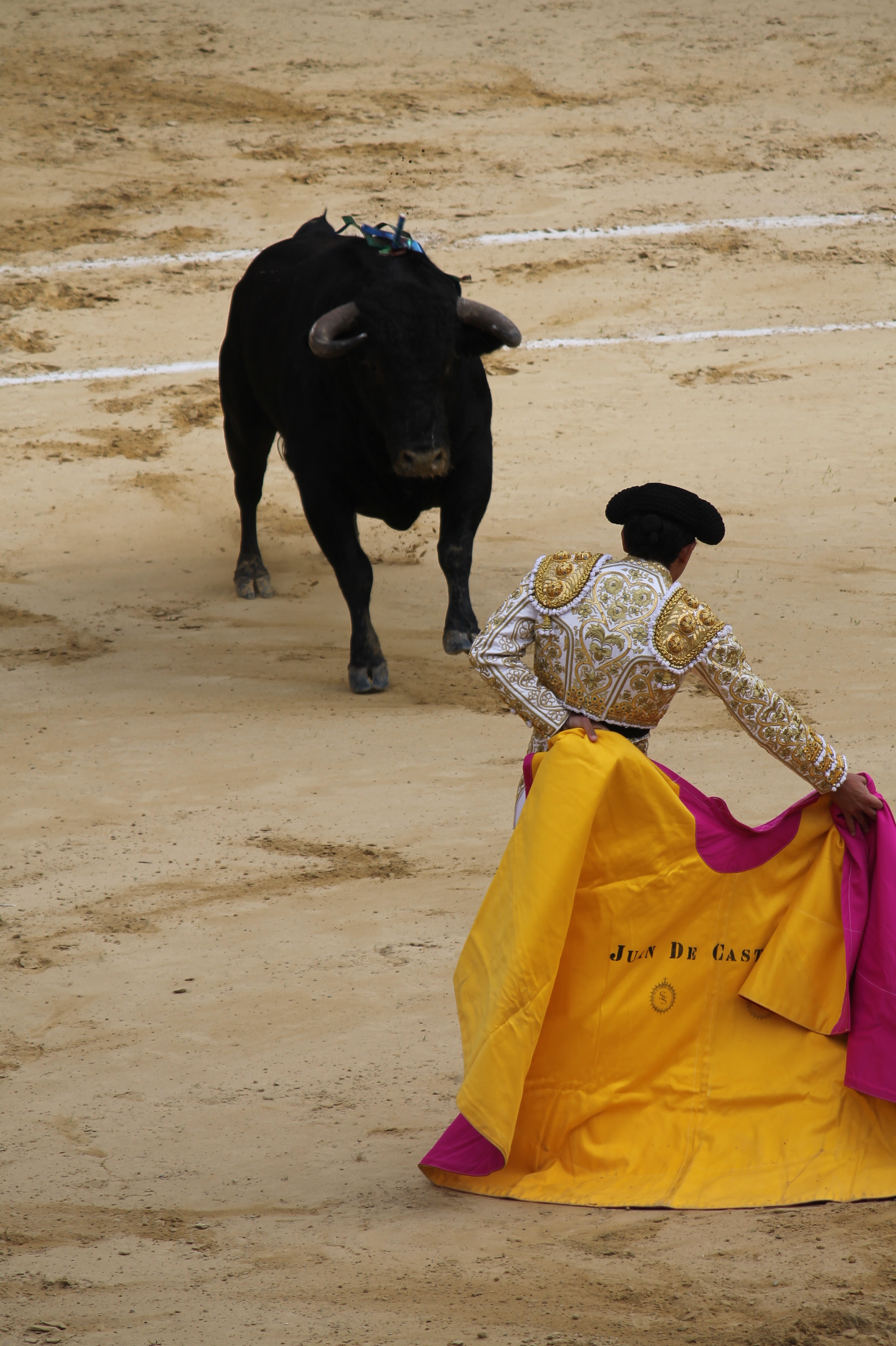
Gaoneras de Juan de Castilla (torero) en la Segunda de Abono de la Santamaría de Bogotá en 2018.

### Los quites
Realizado el puyazo se quita el toro del caballo mediante una serie de suertes con el capote. Hay que distinguir entre las acciones que realiza el torero denominadas suertes y lo que erróneamente se suele denominar «Tercio de quites», un tercio que no existe con tal denominación en tauromaquia, siendo el nombre correcto de estas solamente Quites. El espada a quien le corresponde la lidia verifica las condiciones del toro con una serie de lances de capa cuyo objetivo es medir la embestida, la fuerza del astado y su disposición para ser lidiado. Esta acción es similar a la realizada por los antiguos auxiliares, entre las que también se incluía tirar del toro o que el torero realizara recortes, formas que quedaron prohibidas en 1880 y en 1917 por los reglamentos taurinos. El quite se realiza de forma ordenada evitando al toro carreras innecesarias y prevenir posibles percances entre los toreros. El quite del caballo se realiza cuando el diestro que lidia lo estima conveniente. Tras cada puyazo, y por orden de antigüedad, el resto de espadas que componen la terna pueden realizar los quites si lo desean, iniciándose el turno de quites, en caso de desistir, se corre el turno al siguiente espada.
Un quite es también el lance de capote, muleta o a cuerpo limpio que se realiza en auxilio de los compañeros de lidia cuando estos se encuentran en una situación de riesgo en la que pueden ser prendidos por el toro.

#### El turno de los quites
Existen diferentes estilos a la hora de realizar los quites, cuando las condiciones del toro lo permiten, los toreros muestran todo su inventario plástico y creativo de lances con el capote cuyo fin, en este caso, es el lucimiento. Entre los más conocidos está La Verónica, inventado  por Costillares; La Navarra, creada por el torero Martincho y fue habitual en el repertorio de Cúchares. La Larga Cambiada o Larga Natural, de la que hay varios tipos entre ellos la Lagartijera inventada por Rafael Molina, Lagartijo, o la Larga Cambiada un invento de Rafael Gómez Ortega, El Gallo. El Farol, introducido por Manuel Domínguez, Desperdicios el 13 de mayo de 1855 en una corrida de toros en Madrid o la Gaonera inventada en México por el banderillero español Saturnino Frutos, Ojitos, pero debe su nombre a Rodolfo Gaona, por ser el torero quien la presentó en España y la hizo popular. Sin olvidar el quite de los Valencia creado por Pepe Roger Valencia, el quite de oro con el que se cita al toro de espaldas para luego girar el torero sobre sí mismo acompañando al toro, creado por Pepe Ortiz el 28 de enero de 1934 en México o el quite de Ronda popularizado por Antonio Ordóñez.
Los quites han ocasionado rivalidades entre los toreros, creando momentos de interés para el público presente en la plaza, las más sonadas fueron entre Manuel Benítez El Cordobés y Paco Camino en 1965, o entre El Juli y Andrés Roca Rey en la Maestranza de Sevilla en la 11.ª corrida de abono de 2018.

## Tercio de banderillas

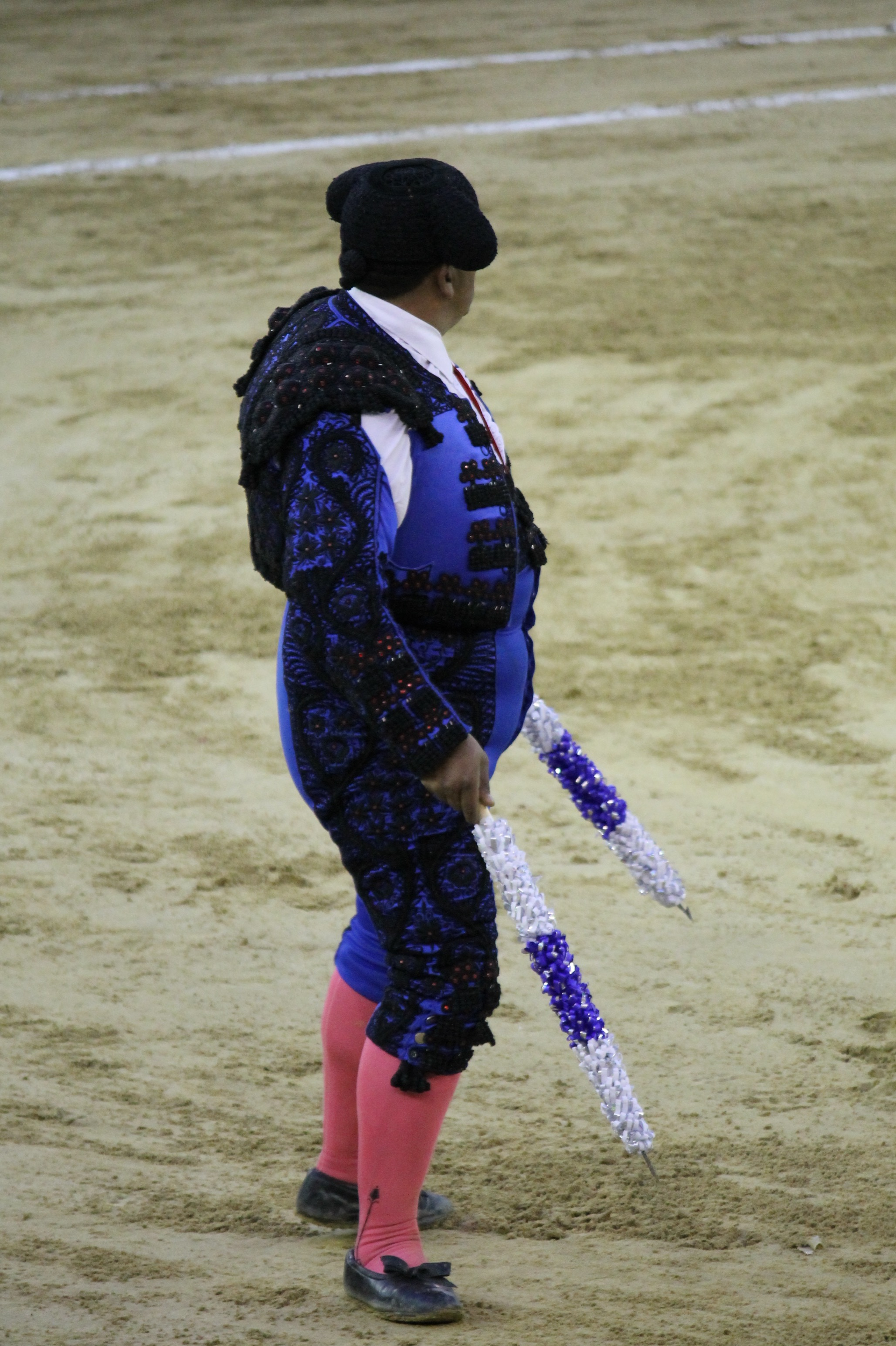
Banderillero en la plaza de toros la Santamaría de Bogotá.

El segundo periodo en el que se divide la lidia es el tercio de banderillas. Sucede a continuación del tercio de varas y su finalidad es la de avivar o estimular al toro tras haber sido ahormado en el tercio de varas sin que este pierda fuerzas. Esta es una suerte que los banderilleros realizan a cuerpo limpio, el matador de toros que tiene el turno de la lidia puede poner banderillas si así lo considera, en ese caso actúa solo en el ruedo. Las acciones del banderillero y las características de las banderillas están regulados en el Reglamento taurino, capítulo III y V.
El número de banderillas que pueden colocarse varía entre dos pares como mínimo y tres, a petición del diestro a la presidencia de la plaza este puede colocar un par más. El origen de la banderilla se remonta en torno al año 1700, se compone de un palo cilíndrico de setenta centímetros de longitud, adornado con papeles de colores y en uno de sus extremos lleva un arponcillo.
Durante el desarrollo de la suerte el aficionado observa como acude el toro al cite del banderillero, la forma de embestir, como acude y desde donde se arranca el toro entre otras reacciones, pues son indicativo del comportamiento que el toro va a tener más tarde. En el desarrollo de la suerte intervienen dos de los tres banderilleros de la cuadrilla, de forma que el primero pone dos pares de banderillas y el segundo solamente uno, el tercer banderillero realiza la brega y auxilio de sus compañeros, este orden se invierte en el siguiente turno.
La suerte de banderillas se realiza en el tercio del ruedo, es decir de las líneas marcadas en la arena hacia el centro de la plaza de toros. Las banderillas se colocan por los dos lados del toro, es decir por ambos pitones, y siempre sobre el morrillo, para ello se emplean diferentes suertes o maneras de banderillear, las más conocidas son las banderillas al cuarteo descritas por Pepe-Hillo y Paquiro en sus tauromaquias, es la suerte más habitual y tiene algunas variantes; las banderillas de sobaquillo, las banderillas a la media vuelta en la que el toro se cita desde atrás, es la más antigua de las suertes de banderillas, citada en la Cartilla de torear; las banderillas al sesgo, suerte descrita por Paquiro o las banderillas al quiebro presentadas por primera vez el 19 de abril de 1858 por Antonio Carmona, el Gordito  y al relance.

## Último tercio

Manzanares faena de muleta, pase al natural.

El último tercio corresponde al tercio de la muerte del toro o tercio de matar. Es el tercio más significativo de los tres en los que se divide la lidia, y en él el torero despliega todo su arte plástico, estético y técnico. En tiempos modernos la lidia del toro está orientada para culminar en este último tercio, donde se realiza la llamada «faena de muleta» o «hacer faena» y es determinante para que el torero pueda obtener el reconocimiento y los triunfos, ya que es esta la que los espectadores y el presidente de la plaza de toros valoran para concederlos o no. Todas las suertes pueden ser dedicadas o brindadas por parte de los toreros, sin embargo es la faena de muleta la que goza de más aceptación y la única que habitualmente suele brindarse. Siguiendo el reglamento taurino todos los matadores deben brindar obligatoriamente, desde el siglo XVII, su primer toro al presidente de la plaza, para ello el torero debe portar la muleta en la mano izquierda y el estoque y la montera en la derecha, esta disposición no puede cambiarse; tras el brindis o saludo al presidente, el diestro puede optar por un nuevo brindis a quien considere, incluido el público en su conjunto o a nadie. El acto del brindis culmina con el lanzamiento de la montera. Algunos de estos brindis han trascendido a lo largo del tiempo por el ingenio mostrado por el torero a la hora de pronunciar su discurso.
Este tercio es el único que tiene un límite de tiempo para su desarrollo establecido en el reglamento de espectáculos taurinos, artículo 81, por el cual una vez iniciada la faena de muleta el espada cuenta con diez minutos para completarla y darle muerte a toro, transcurrido el tiempo sin que el astado haya fenecido, sonará un primer aviso mediante un toque de clarín ordenado por el presidente de la plaza. Tres minutos después suena un segundo aviso, y dos minutos más tarde el tercero y último, tras el cual, si el toro sigue en pie, el diestro y los subalternos se retiran del ruedo tras la barrera y la res es devuelta a los corrales o es apuntillado. Si no se logra la devolución del toro a los corrales, o bien no es apuntillado, el presidente de la plaza puede ordenar al matador siguiente turno se encargue de dar muerte a la res empleando el estoque o el descabello.

### La faena de muleta

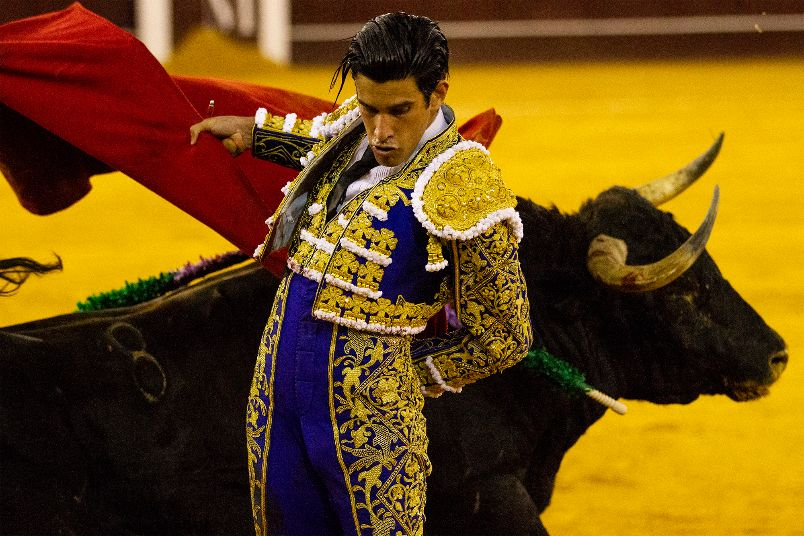
López Simón haciendo una manoletina en Málaga.

La faena de muleta se divide en dos partes, una primera que se desarrolla con los pases de muleta y la segunda culmen de la lidia. En el siglo XVIII la muleta todavía era un elemento de defensa del torero, a partir de ese momento su uso evolucionó hasta convertirse en el elemento esencial para burlar o engañar al toro —de donde la muleta toma el nombre «engaño»— pasando a ocupar un papel estético, protagonista de la faena. Con la llegada de la suerte al volapié la faena de muleta fue ampliándose hasta tener la importancia que ha adquirido en tiempos más modernos. El objetivo de la primera parte de la faena es el de dominar al toro —entendido por 'dominar' el hecho de corregir, restar el exceso de poder si el toro lo tuviese— para ello el torero mediante la muleta cita al toro hasta lograr que este la siga, es decir que tome el engaño de forma continuada; esta circunstancia es la que indica que el torero ha logrado imponerse al toro, hecho que no siempre ya que depende de la bravura y voluntad del toro que tome el engaño y siga la muleta. Una vez el torero logra que el toro embista la muleta, la faena continúa de una forma más estética en la que el espada torea para el público.
Para la faena de muleta, se emplean una serie de suertes llamados pases, con los que se forman grupos de pases que conforman el conjunto de la faena. Un pase es como se le denomina al acto de pasar el toro o moverse de un sitio a otro, mientras el torero permanece parado. La faena de muleta consiste en ligar un pase tras otro mientras el toro la sigue sin abandonarla.

#### Los pases de muleta

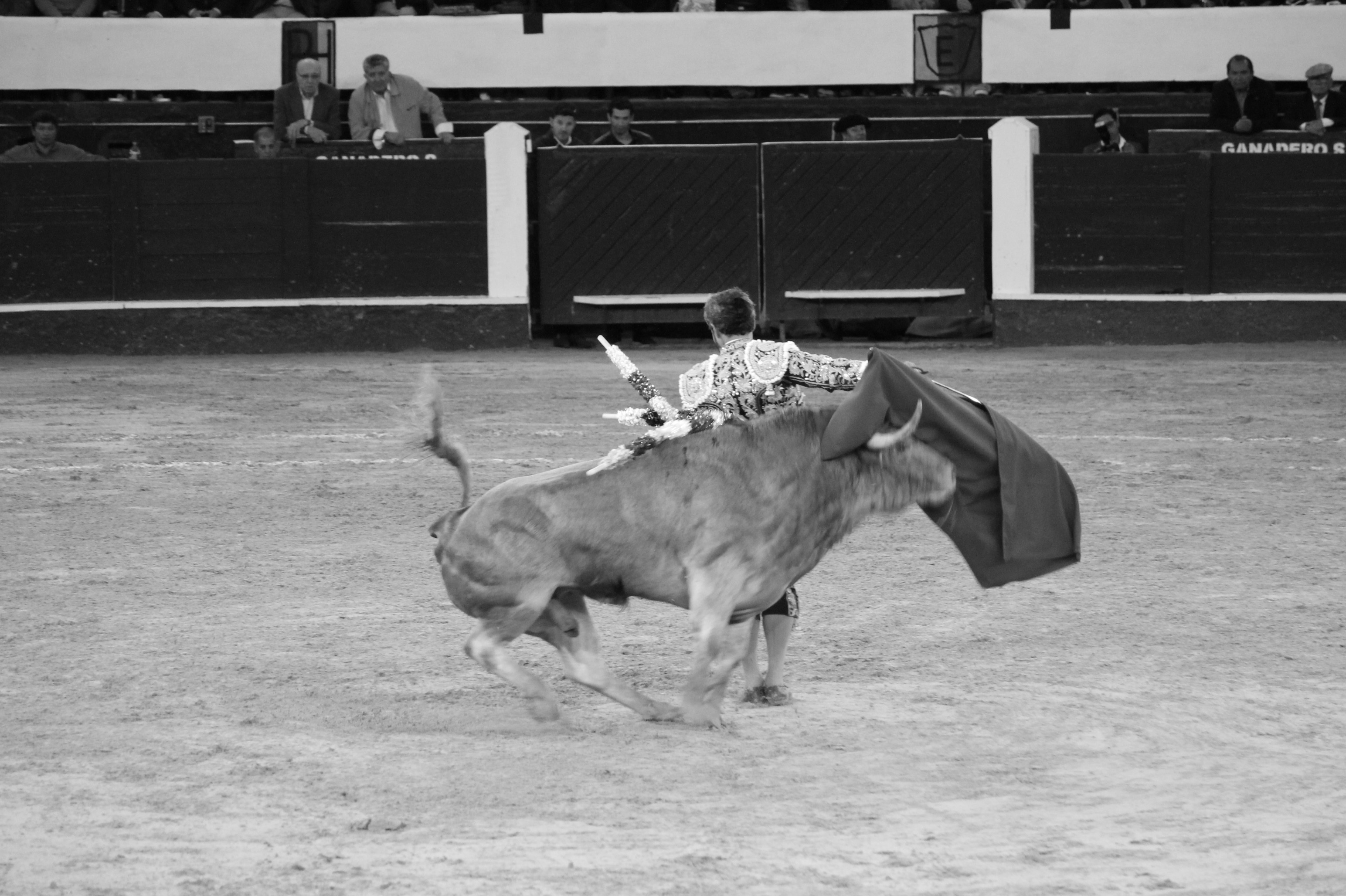
Pase por la espalda de Luis Bolívar en Bogotá.

El pase es una suerte que consiste en mover al toro mientras el torero permanece inmóvil de forma que la res pase próximo a él. Pepe-Hillo explicó en su Tauromaquia el uso y manejo de la muleta y detalló el pase natural y el pase de pecho, sin embargo fue Costillares quien revolucionó el toreo y la suerte de matar con la invención del volapié y con el uso diferenciando los pases de muleta.
El inventario de pases de muleta es amplio, los fundamentales son el pase natural, el pase cambiado, pase de pecho o por bajo, que entonces se denomina pase de trinchera y se realiza con una rodilla en el suelo; y el Pase ayudado con sus tres variantes: por alto, recibe el nombre de estatuario, por media altura y por bajo en el que el torero lleva la rodilla al suelo conocido también como Doblón.
Otros pases de muleta empleados son el pase Afarolado que imita el pase de capa o capote del farol de pie, el pase de la firma y el pase de la muerte creados estos por Rafael el Gallo. La Giraldilla o Manoletina que fue realizado por los espadas Domingo Ortega y Victoriano de la Serna, sin embargo fue Manolete quien hizo un uso habitual de la misma popularizándola, razón por la que se llamó a este pase manoletina, sin ser él su inventor. El nombre de Giraldilla fue una invención del crítico taurino Don Ventura. El kikirikí es un pase inventado por Gallito cuyo nombre se lo dio el crítico taurino Alejandro Pérez Lugín, Don Pío;  el pase del Molinete, modificado por Juan Belmonte quien lo realizó con la mano derecha y por último el Pase de Tirón empleado para cuadrar al toro antes de entrar a matar.

### La suerte suprema

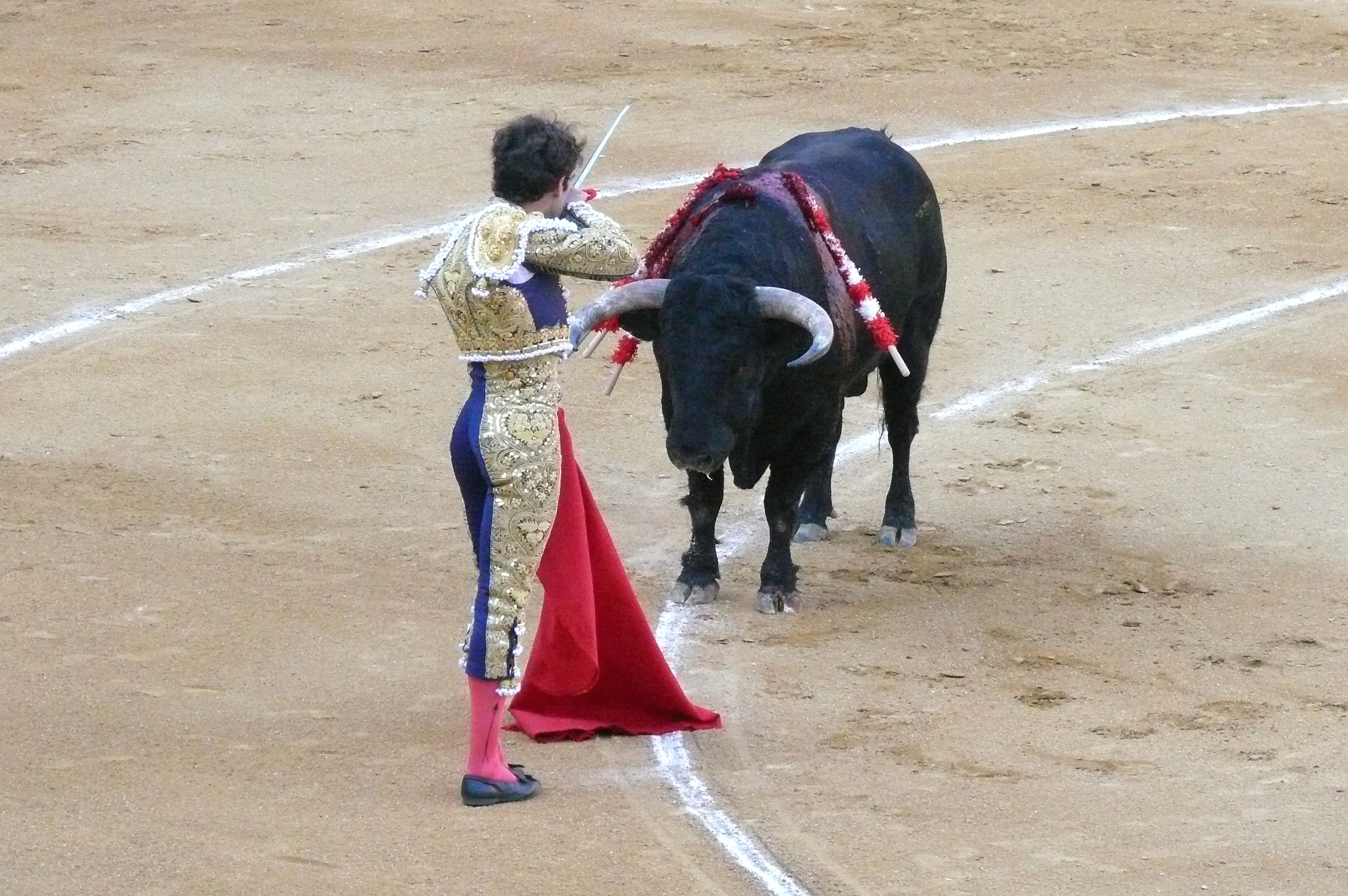
José Tomás en la suerte suprema

Finalizado el toreo de muleta, el torero se prepara para dar muerte al toro. Para ello  busca la postura adecuada en el toro, en tauromaquia se denomina cuadrar al toro. La suerte se realiza con la muleta y el estoque. Se trata del momento más significativo de la lidia pues es donde el matador de toros demuestra su maestría, el objetivo es que el espada sea capaz de realizar una estocada de forma certera y eficaz, ya que cualquier variación o error a la hora de realizar la suerte se considera un fallo que conlleva la pérdida de los trofeos por toda la faena realizada durante este tercio y con el consiguiente enfado del público.

#### Formas de entrar a matar

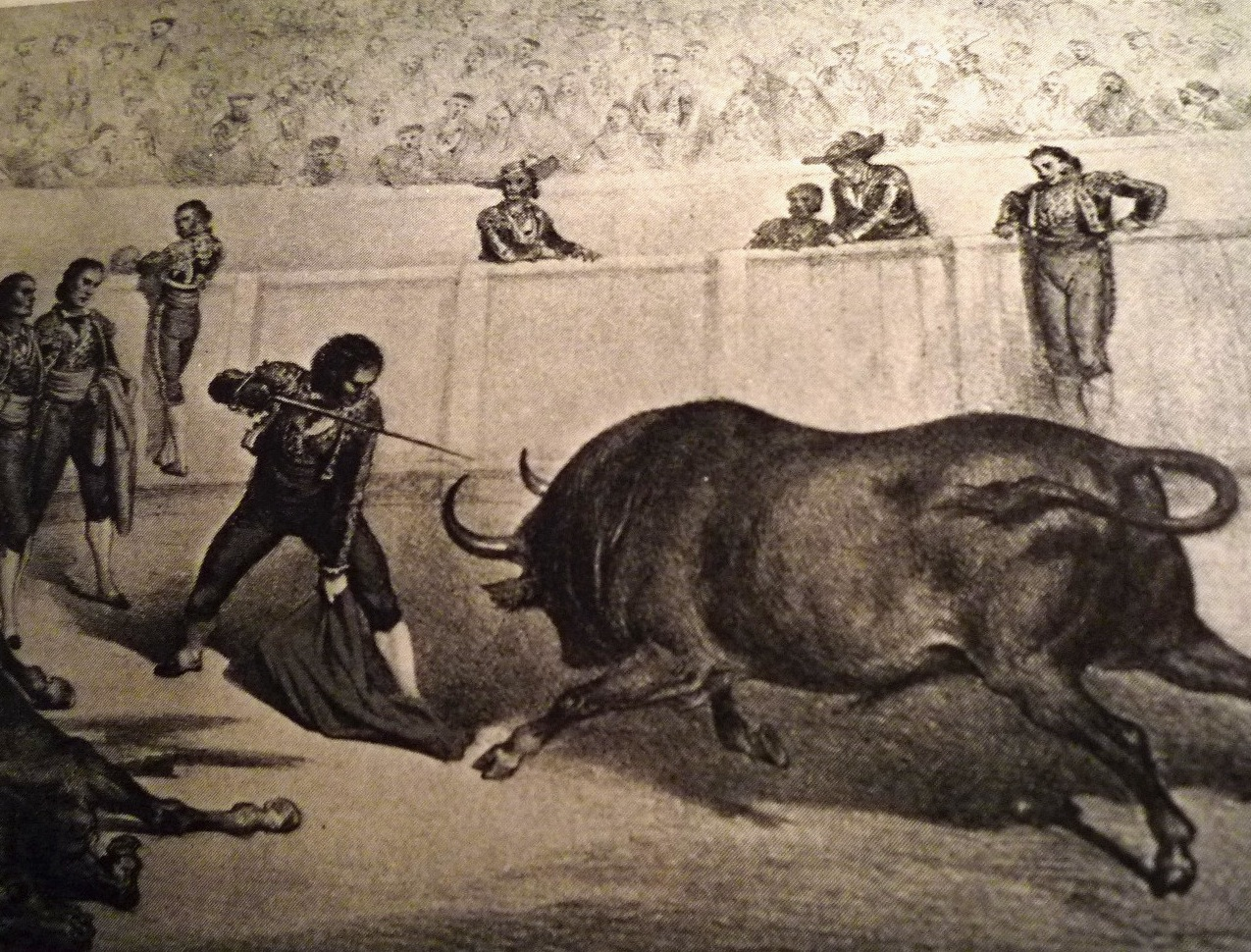
Suerte de recibir

Las suertes de matar empleadas son tres, dependiendo del tipo de enfrentamiento entre el toro y el torero, es decir ataque o defensa. La primera se da cuando es el toro quien acude hacia el torero y se llama suerte de recibir, la segunda es el torero quien va hacia el toro y recibe el nombre de suerte a un tiempo y la tercera es cuando van uno hacia el otro al mismo tiempo, se conoce como suerte al volapié.
Junto a estas tres suertes de matar, hay otras intermedias en las que el arranque del toro o del torero no se produce de forma simultánea, entre las cuales destacan la estocada aguantando y la estocada arrancando.

#### Terrenos donde se realiza la suerte
Las suertes indicadas para entrar a matar pueden realizarse en diferentes lugares o terrenos en el ruedo, estos son: cercano a las tablas de la barrera, en los tercios o en los medios según sea la querencia de la res.

#### Los tipos de estocadas
En cuanto a la estocada pueden darse varias posiciones, entre las más destacadas están el pinchazo hondo, la estocada corta, la media estocada, la honda y la entera. El lugar donde se coloca el estoque es en la zona del centro superior de las agujas y la médula, sobre los brazuelos del toro, esta zona en tauromaquia recibe diferentes nombres, el más empleado es en lo alto o  en la cruz. Solamente el estoque que se coloca en este lugar es el considerado correcto.
Cuando el torero entra a matar de forma fallida y se vuelve a llevar el estoque en el mismo acto, se denomina meteysaca,  no está considerada ni una suerte ni es una forma de entrar a matar. Las denominaciones de las estocadas se designan en función de cuanto penetra el estoque, el lugar donde queda colocado, la inclinación y la forma en la se desvía de la rectitud respecto del toro. Estas denominaciones se emplean juntas o combinadas para definir con precisión el tipo de estocada que ha realizado el torero y como se ha indicado anteriormente, el diestro debe buscar la forma correcta y eficaz de realizar la suerte de matar para que esta se produzca de forma rápida sin alargamientos. La forma en la que se debe emplear la espada está regulada en el reglamento taurino en el artículo 80.

#### Descabello y puntilla
El descabello no está considerada una suerte sino que es un complemento de la suerte suprema, una vez realizada esta última. Se trata de un recurso empleado desde los orígenes de la lidia por los auxiliares cuando, a pesar de estar el toro herido de muerte, este se mantenía en pie sin facultades o bien no muere a consecuencia de la estocada siendo esta válida —cuando la estocada no es válida, el torero debe repetir la suerte—. El descabello lo realiza el mismo matador de toros siempre que el toro permanezca en pie empleando la muleta y la espada de descabellar o descabello con un verduguillo de cuatro aristas al final, limitado por una cruceta, cuya función es provocar la muerte instantánea del astado.  El torero debe realizar el descabello de forma eficaz, se considera incorrecto realizar más de dos intentos, hecho que provoca las protestas del público llegando a perder parte o todos los triunfos obtenidos por la faena de muleta. Las características del descabello están reguladas en el artículo 66 del reglamento taurino. El descabello se mencionó en la Tauromaquia de Pepe-Hillo en la segunda edición de 1804, no así en la primera, también Paquiro la describió en su obra, incidiendo en el riesgo de la suerte pues el toro aún podía arrancarse repentinamente a pesar de estar herido y coger al torero.
Una vez que el toro ha doblado o está echado se procede a dar la puntilla o apuntillar al astado. Esta acción tiene su origen en el antiguo cachetero mencionado en las tauromaquias de Pepe-Hillo y Paquiro en el siglo XIX. José María de Cossío menciona tres formas de apuntillar pero solamente describe una de ellas la de ballestina, que consiste en rematar por delante de la res,  el puntillero sujeta la puntilla, apoyando la empuñadura en la palma de la mano, con los dedos índice y corazón sobre la hoja. También recibe este nombre la forma de coger el descabello empleada por el matador de toros.

### Trofeos

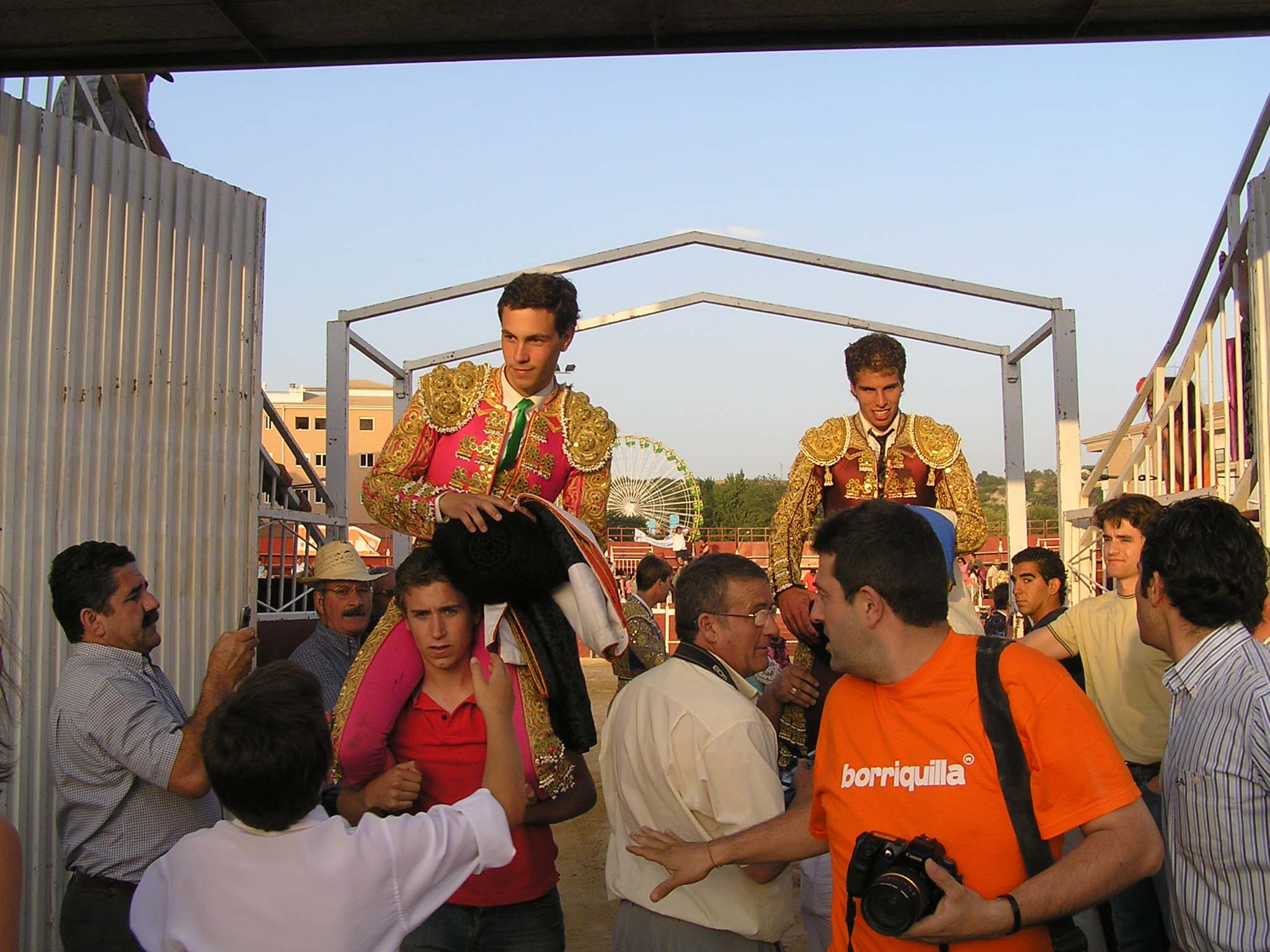
La salida de la plaza de los toreros a hombros.

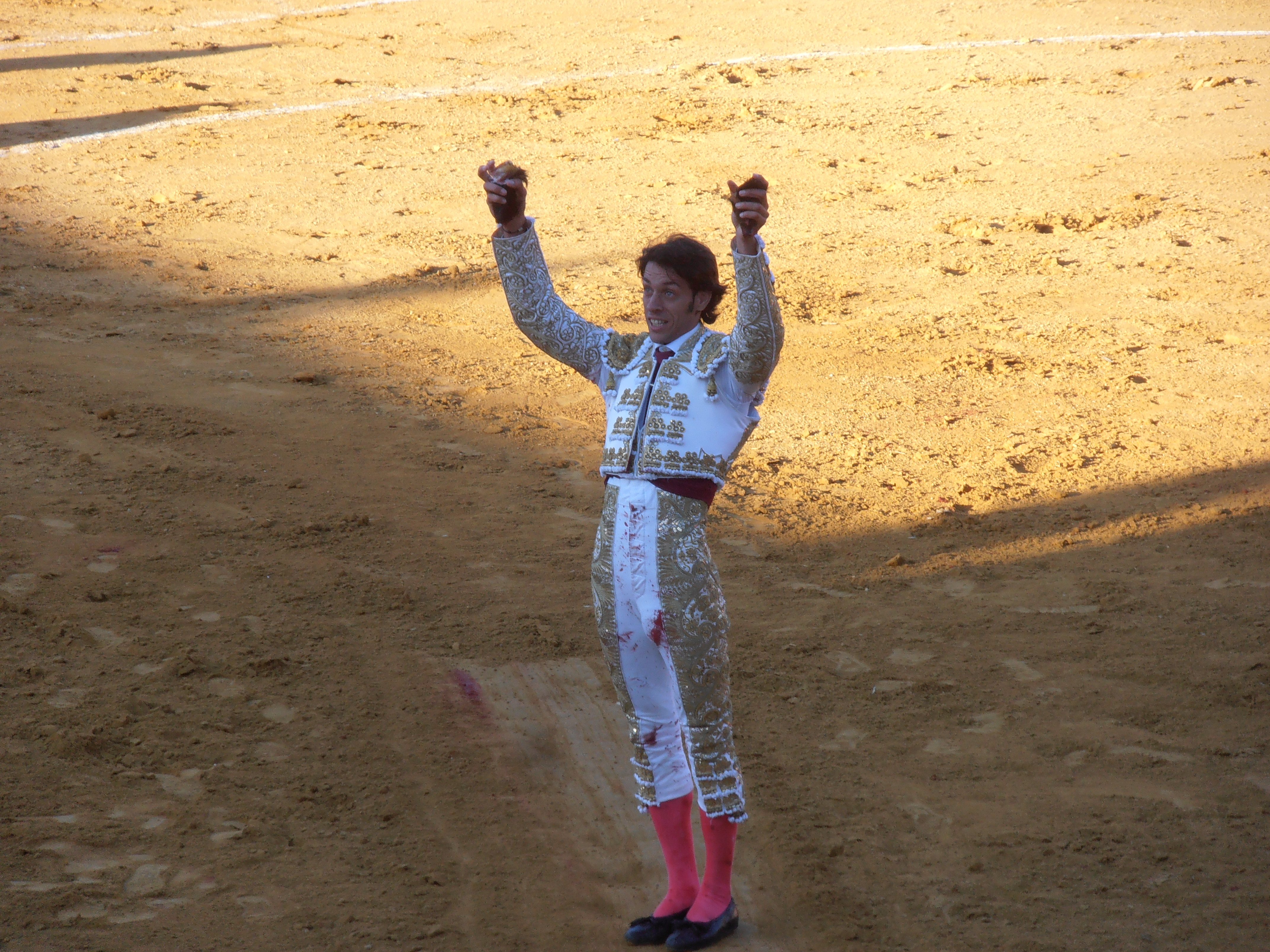
Trofeos obtenidos por el torero Antonio Nazaré

Finaliza la lidia del toro, el público otorga los trofeos que considera se merece la faena realizada por el torero. El  espectador solo valora la faena realizada con la muleta y la suerte de matar hasta que el diestro da muerte al toro, no siendo objeto de valoración la faena realizada con el capote. El primer premio otorgado por la lidia de un toro se concedió en la plaza de toros de la Puerta de Alcalá en Madrid el 29 de octubre de 1876 a Chicorro por un salto realizado con la garrocha al toro Medias negras de la ganadería de Benjumea  y la excepcional estocada al volapié.  En el palco regio Alfonso XII junto con el público premiaron a Chicorro con el toro y este cortó el apéndice de la res para mostrarla. Chicorro compartió cartel con Lagartijo y Frascuelo. Esta práctica se fue extendiendo, aunque no es una premio fácil de otorgar por la falta de costumbre. El 2 de octubre de 1910 se concedió en Madrid otra oreja a Vicente Pastor por la lidia del toro Carbonero de la ganadería Concha y Sierra fundada por Celsa Agniel de Fonfrede y Blázquez-Dávila. A partir de este momento la concesión de las orejas se fue imponiendo hasta llegar a ser un trofeo asentado. Todos los premios que se otorgan están regulados en el artículo 82 del reglamento taurino y son:
- ovaciones: concedidas directamente por el público tras cada una de las faenas y al finalizar la corrida de toros a la salida del diestro y su cuadrilla de la plaza de toros.
- saludo desde el tercio: se otorga al finalizar la lidia de cada toro, al ser premiado con ovación el diestro puede saludar saliendo al ruedo al público en agradecimiento.
- vuelta al ruedo: la realiza el diestro tras finalizar la lidia de cada toro a petición del público y si el diestro considera que la merece.
- una oreja del toro: se otorga a petición del público mostrando al presidente de la plaza un pañuelo blanco, esta petición debe ser solicitada por la mayoría del público presente en la plaza.
- dos orejas del toro: la segunda oreja en una misma faena, la solicita el público pero que se conceda queda a criterio del presidente de la plaza y de los asesores que le acompañan.
- el rabo del toro: además de obtener las dos orejas, el diestro puede ser premiado con el rabo del toro  si la lidia que ha realizado ha sido excepcional, debe pedirlo el público ondeando un pañuelo blanco de forma mayoritaria, pero queda a criterio de la presidencia de la plaza otorgarlo.
- la salida a hombros por la puerta principal de la plaza o puerta grande: cuando el torero logra dos orejas en el total de la lidia de sus toros obtiene la salida a hombros de la plaza. Este trofeo varía según las plazas, por ejemplo en Andalucía deben obtenerse dos orejas de un mismo toro, en Sevilla además en el caso de obtenerse una tercera oreja, a criterio del público, se le concede al diestro salir por la Puerta del Príncipe.[166]

El público puede mostrar su disconformidad con la lidia realizada por el torero una vez finalizada esta y cuando toreros y cuadrillas abandonan la plaza, considerándose poco correcto hacerlo mientras el diestro está toreando. El público permanece en silencio para mostrar su neutralidad o silbar incluso abuchear para mostrar su disconformidad con la faena del torero, en alguna ocasión se ha desencadenado una bronca verbal hacia el torero, algunas han sido históricas como las de Curro Romero, Rafael de Paula o el Cordobés. Esta misma respuesta se da para el toro, para el ganadero y para el presidente, a quienes se les puede ovacionar, mantener el silencio, silbar o incluso se le puede abuchear.

#### El indulto del toro y otros premios

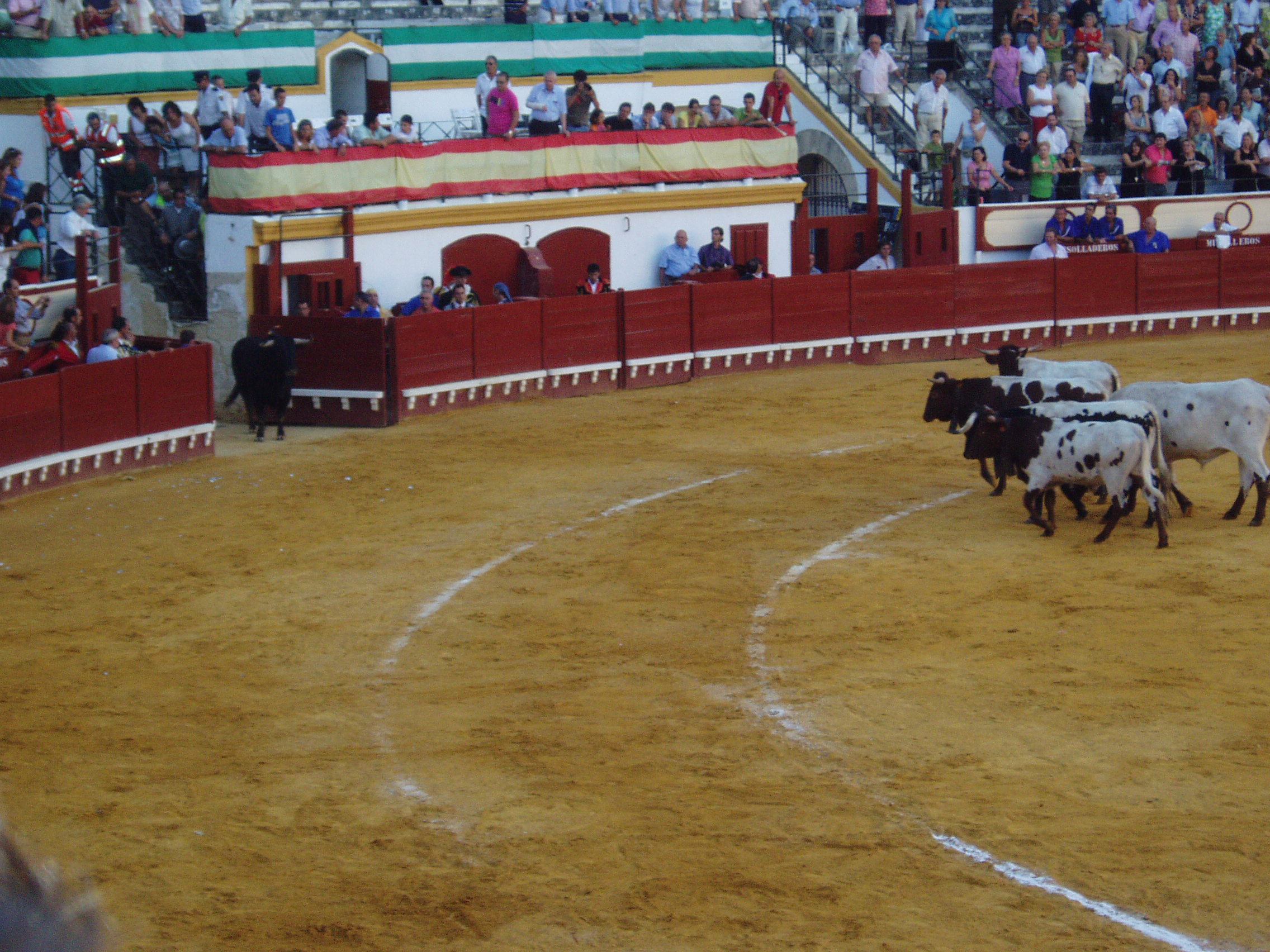
Insensato de la ganadería del marqués de Domecq, indultado en El Puerto de Santa María. Lidiado por Pepín Liria, el 15 de agosto de 2008.

Aparte de los trofeos que puede recibir el torero, al finalizar la lidia de cada astado, el toro puede ser premiado con el indulto por la bravura mostrada, el trapío y su buen comportamiento en todos los tercios de la lidia, se le perdona vida con el fin de ser utilizado como semental para que el ganadero pueda preservar la casta y la raza del mismo. El indulto lo solicita el público de la plaza mediante una clara petición, el diestro si tiene la aprobación del ganadero o del mayoral de la ganadería a la que pertenece la res lo solicita al presidente quien lo otorga mostrando en el palco un pañuelo de color naranja. Concedido el indulto el diestro simula que entra a matar pasando de largo.
Otros premios que se otorgan al toro, finalizada la lidia y una vez el toro fenece, son ovación y vuela al ruedo, esta última debe ser a petición del público y la otorga el presidente de la plaza mostrando un pañuelo azul en el palco.

## El toro

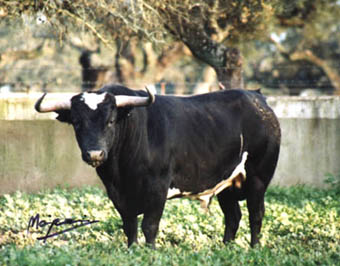
Toro de ganadería Sánchez Cobaleda.

El origen de las primeras ganaderías de toros bravos españolas destinadas para las corridas de toros en España son inciertas pues no se conservan todos los archivos, se tienen referencias del siglo XV de una ganadería de toro bravo en tierras de Valladolid, en concreto la ganadería de Raso del Portillo considerada la primigenia. Estos toros eran corridos entre los siglo XV y XVI que tuvieron el privilegio de ser la ganadería que abría plaza en las celebraciones de festejos reales. Otras referencias documentadas dan testimonio de otras ganaderías bravas en España en el siglo XVI en Navarra, reses que Juan Gutiérrez Altamirano, primo de Hernán Cortés, llevó a México al valle de Toluca, donde fundó una ganadería de toros bravos que son el origen de las corridas de toros en el país americano. En el siglo XVII se tiene constancia de la existencia de reses bravas en Aranjuez que pertenecieron a Felipe IV, algunas de ellas destinadas a corridas de toros. Aunque existen referencias anteriores se considera que es en el siglo XVIII cuando se crean las ganaderías de toros bravos destinadas a la lidia como industria dando origen a los encastes.
En la corrida de toros el ganadero presenta sus reses para ser lidiadas, el objetivo de la lidia es la de mostrar las características del toro, siendo estas la bravura, la impulsividad y el temperamento. Todas las suertes aplicadas al toro durante la lidia están orientadas a facilitar que el toro desarrolle y muestre sus cualidades de bravura, comportamiento y trapío —estampa visual de las características físicas del toro de lidia— y son estos tres rasgos en líneas generales los que se valoran por parte del espectador que acude a ver el festejo. José Silva Aramburu, Pepe Alegrías, en su obra Enciclopedia taurina (1967) expresa que : «Sin toro no existiría la Fiesta...» y es que el toro bravo o toro de lidia es el principal protagonista en una corrida de toros, pues es durante la lidia del mismo donde se materializa el enfrentamiento entre el hombre y el toro.

### Bravura
La bravura es un instinto defensivo del toro bravo que este manifiesta con una reacción violenta voluntaria y automática frente a un estímulo exterior. En el toro de lidia con la bravura aparece la acometividad, es decir el ataque con fuerza contra algo, característica del toro de lidia que le permite luchar con astucia. Es el desarrollo de esta característica la que hace que el toro bravo pueda ser lidiado.

### Impulsividad
La impulsividad del toro de lidia es la motivación o el estímulo que hace que el toro se arranque cuando es citado por el torero, que este derrote cuando alcanza su objetivo, es decir que golpee con las astas o bien levante la cabeza de forma violenta y rápida, una característica que el toro posee de forma natural. Pepe Hillo lo describe en su Tauromaquia como: «las cornadas que tira el toro sobre alto, con que quita la estocada e impide se le pongan banderillas».

### Temperamento
En el toro de lidia el temperamento también se conoce como «nervio» y es esta característica la que hace que el toro reaccione de forma espontánea y natural en el ruedo, y hace posible que se pueda lidiar, ya que el toro no tiene experiencia previa, ni conoce el toreo antes de salir al ruedo. Paquiro describe en el Arte de torear las cinco condiciones necesarias para que el toro pueda ser lidiado: las casta, la edad, el pelo sano, y que nunca haya sido toreado, ya que el toro es capaz de desarrollar el instinto y aprender de forma rápida, lo que hace imposible que se le pueda dar una segunda lidia.

## Prohibiciones de las corridas de toros
Desde que existen las primeras manifestaciones de las fiestas de correr los toros han surgido las prohibiciones con independencia de la época y de las clases sociales que han dado lugar a polémicas de índole moral, teológicas, culturales, filosóficas incluso políticas de los detractores antitaurinos y los seguidores, aficionados y participantes de las corridas de toros.
En 1991 el gobierno de la comunidad de Canarias aprobó la ley 8/19 de protección de los animales domésticos, publicada en el BOE el 13 de mayo de 1991. A partir de esta ley surgieron diferentes polémicas sobre si en realidad estaban o no prohibidas las corridas de toros, por un lado el movimiento en defensa de los animales y antitaurinos consideran al toro de lidia como un animal doméstico y por otro lado los criadores del toro bravo y taurinos, entre otros, consideran que el toro bravo no es un animal doméstico. No se han celebrado corridas de toros en Canarias desde el año 1984 por la complejidad que supone trasladar las reses, a pesar de ello la celebración de festejos taurinos no están prohibidos en Canarias ni lo estuvieron nunca según indicó Lorenzo Olarte, jurista y político presidente durante años de la comunidad autónoma de Canarias, en un coloquio sobre la fiesta de los toros en Cataluña, donde desmintió dicha creencia.
Tras cincuenta años sin que las corridas de toros fuesen objeto de prohibiciones, Barcelona se declaró ciudad antitaurina en una declaración institucional aprobada por el pleno del Ayuntamiento el 6 de abril de 2004. Antes que Barcelona, Tosa de Mar (Gerona) era la primera ciudad española que se declaraba antitaurina, en 1990. En julio de 2010, el Parlamento de Cataluña prohibió las corridas de toros en toda Cataluña, una ley que entró en vigor en el año 2012. Tras esta prohibición el 21 de octubre de 2016 el Tribunal Constitucional anula la Ley 28/2010 que prohibía la celebración de corridas de toros y otros espectáculos taurinos en Cataluña por considerar que se vulneran las competencias del Estado haciendo referencia a que las corridas de toros representan una actividad que abarca diferentes facetas tales como la histórica, cultural, social, artística, o económico y que además forman parte del patrimonio cultural común por lo que debe garantizarse y preservarse. La sentencia del alto tribunal fue publicada el 25 de noviembre de 2016 en el BOE.
El 12 de noviembre de 2013 la Tauromaquia, todo lo que la conforma, así como su patrimonio, las tradiciones y cultura vinculados al toro, así como las manifestaciones artísticas y culturales, incluidas las corridas de toros, fueron declarados patrimonio cultural mediante la Ley 18/2013 por la que la Tauromaquia queda protegida en todos sus ámbitos.
En 2017 Baleares impulsa y aprueba una ley autonómica por la que regulaban las corridas de toros, modificando parte de su forma, es decir se prohibió la muerte del toro en la plaza de toros, la entrada a menores de dieciocho años al recinto taurino, así como el uso de banderillas, rejones, varas de picar y sus puyas y los estoques, también reducían el número de reses por festejo de seis a tres solamente y se limitaba el tiempo total de la lidia del toro a diez minutos en total entre otras medidas ya existentes en los reglamentos taurinos tales como las revisiones de las reses por parte de los veterinarios y autoridades de la plaza tanto previas como post mortem. Esta iniciativa fue impulsada y aprobada el 24 de julio de 2017 por los partidos políticos Mes, PSOE y Podemos. Tras aprobarse la ley conocida como Toros a la Balear, esta fue recurrida ante el Tribunal Constitucional por el Partido Popular, en la oposición, por considerar la ley inconstitucional. Esta ley solo era efectiva para Mallorca, ya que las demás islas no cuentan con plazas de toros permanentes. Parte de la ley fue anulada por el Tribunal Constitucional por vulnerar las competencias del estado al vulnerar sus competencias sobre el patrimonio cultural inmaterial y por desvirtuar las corridas de toros haciendo irreconocibles la lidia, los tercios en los que se divide la misma y las suertes que en ella se desarrollan, la sentencia del alto tribunal fue publicada en el BOE el 15 de enero de 2019, y el 9 de agosto volvieron a celebrarse corridas de toros en Palma de Mallorca.

### América
En Argentina, el 10 de enero de 1819, durante el directorio de Juan Martín de Pueyrredón, se llevó a cabo la última corrida. Las Instalaciones ya estaban muy descuidadas y los especialistas dictaminaron que se necesitaba una fortuna para los arreglos. Se demolió la plaza de toros y los ladrillos se usaron para la construcción de cuarteles en el lugar. Las corridas en el Interior continuaron y se llegó a torear protegiendo las puntas de los cuernos de los toros con cueros para evitar que lastimasen al torero. Finalmente, el 4 de enero de 1822, el gobernador Martín Rodríguez las prohibió, salvo que se obtuviese un permiso de la policía, aunque en forma clandestina se hacían en algunos lugares de la provincia.
En Chile, fueron abolidas por la ley del 16 de septiembre de 1823, promulgada bajo el gobierno de Ramón Freire y fue el primer país hispanoamericano en hacerlo. La Municipalidad de Providencia realizó algunas corridas en 1900, alegando que la ley estaba derogada; sin embargo la Corte Suprema de Chile rechazó tal argumento. Argentina y Uruguay las prohibieron en 1891 y 1912 respectivamente.
El 3 de mayo de 2013, en el estado mexicano de Sonora fueron prohibidas las corridas de toros después de una larga tradición taurina desde el periodo virreinal, lo que ha causado impacto dentro del país aficionado a las corridas de toros cuando grupos ambientalistas y diversos líderes políticos al interior del congreso del estado prohíben todo tipo de entretenimiento con animales, convirtiéndose en el primer estado mexicano en prohibir las corridas de toros. Esta prohibición se extendió a otros cuatro estados: Guerrero, Coahuila, Quintana Roo y Sinaloa.

## Lengua y literatura

### Las corridas de toros y el Quijote
Miguel de Cervantes dejó constancia escrita en su gran obra Don Quijote de la Mancha de la cría de reses bravas empleadas para ser lidiadas o corridas en estas fiestas, el incidente narrado en la segunda parte de Don Quijote, capítulo LVIII, Cervantes narra como Don Quijote sufre un incidente cuando se topa con unos lanceros que le gritan para que se aparte del camino ante la presencia de las reses bravas: «—¡Ea, canalla—respondió don Quijote—, para mí no hay toros que valgan, aunque sean de los más bravos que cría Jarama en sus riberas! Confesad, malandrines, así, a carga cerrada, que es verdad lo que yo aquí he publicado; si no, conmigo sois en batalla.», el testimonio de Cervantes apunta la existencia de explotaciones ganaderas de intrínseca finalidad taurina. Las referencias de Miguel de Cervantes sobre las corridas y los festejos taurinos no faltan a lo largo de Don Quijote de La Mancha, siendo una referencia clara sobre la importancia de las mismas en la época cervantina: «con el cuerpo lleno de heridas, de cornadas que le han dado los toros» fue la frase que Ignacio Sánchez Mejías pronunciaba en el discurso leído por el torero en Nueva York en la Universidad de Columbia en 1929.

### La tauromaquia en la lengua coloquial
Diferentes filólogos han señalado la fuerte herencia de la práctica del toreo que se advierte en las expresiones de uso habitual tanto en niveles coloquiales como en diversos tipos de lengua escrita, lo que se debe a la histórica popularidad de la tauromaquia en muy diversos sectores de la sociedad española, a pesar del claro descenso de dicha popularidad especialmente en el espectro juvenil. A pesar de dicho descenso, la sociedad en general sigue usando dichas expresiones, muy a menudo sin tener conciencia del origen de las mismas. Entre ellas se pueden citar, por ejemplo, «cambiar de tercio», «lleno hasta la bandera», «a las primeras de cambio», «acoso y derribo», «estar de capa caída» «entrar al trapo», «pinchar en hueso», «estar al quite», «menuda faena», «caerse del cartel», «estar para el arrastre», «ponerse el mundo por montera», «echar un capote», «cortarse la coleta», «dar la puntilla», «rematar la faena», «coger el toro por los cuernos», «ver los toros desde la barrera», etc.

## Controversia

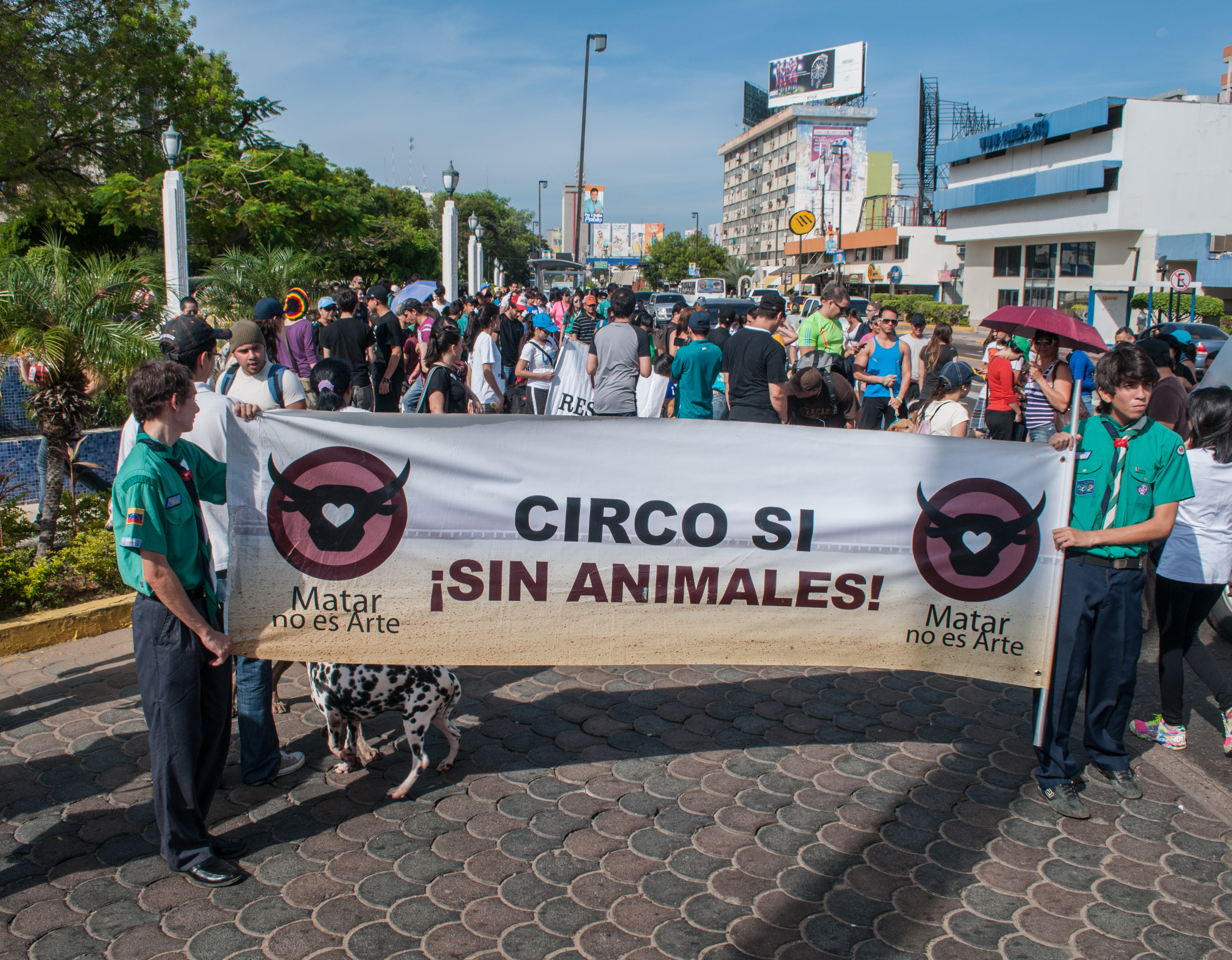
Caminata en contra de las corridas de toros en Venezuela.

Desde su nacimiento las corridas de toros han sufrido críticas y prohibiciones por motivaciones religiosas, políticas e incluso económicas. En opinión del escritor taurino Domingo Delgado de la Cámara, «la Fiesta es una superviviente nata: siempre rodeada de enemigos, solo se mantiene viva por el gran cariño que la profesa gran parte del pueblo español».
A partir del siglo XIX surgen en España los primeros movimientos con organizaciones voluntarias en defensa de las plantas y los animales, la pionera de estas organizaciones y una de las más activas fue la fundada en Cádiz en 1872 por Ambrosio Grimaldi, a esta le siguieron otras en Madrid 1875, Sevilla 1878 cuyo presidente de honor fue el arzobispo Lluch y Garriga, sociedad que elaboró unas Memorias Antitaurinas premiadas en Cádiz; y por último en Soria en 1879. Entre los objetivos de la organización gaditana estaba la creación de un museo zoológico y botánico para la protección de animales y plantas y el rechazo de espectáculos como las corridas de toros y las peleas de gallos entre otras medidas dentro del ámbito del bienestar de los animales domésticos. En 1876 el ayuntamiento incorporó una serie de medidas protectoras de los animales y las plantas a la ordenanza municipal. En años posteriores, en 1945 se creó otra sociedad protectora de animales y plantas conocida como Fundación San Francisco de Asís de Granada. En años más recientes han surgido organizaciones y partidos políticos que defienden el bienestar animal, por lo que consideran que las corridas de toros son una práctica cruel hacia los mismos. Con esta idea de una nueva prohibición de la tauromaquia han lanzado diferentes tipos de campañas y protestas en diferentes países del mundo.
En el estudio anual perteneciente al Plan Estadístico Nacional del Ministerio de Cultura y Deporte presentó el resumen Estadística de asuntos Taurinos 2012-2018.  El objetivo de este estudio es ofrecer un indicativo sobre las actividades taurinas a nivel nacional. De este estudio entre otros resultados, se concluyó que los festejos taurinos en 2018 habían descendido en 32 festejos, es decir un 2,1% comparados con el año anterior (2017), entre los festejos taurinos realizados hubo un aumento de corridas de rejones de un 9%, los festivales aumentaron un 4,8% y los festejos mixtos aumentaron un 14,6 %; por otro lado descendieron las becerradas un 22,7 % y las corridas de toros en un 4,7 % respecto al año anterior (2017) en todas las comunidades autónomas, salvo en Navarra y La Rioja donde las cifras aumentaron.